# Bundesviertel
Das Bundesviertel – bis 1993 Parlaments- und Regierungsviertel – ist ein Stadtteil von Bonn und umfasst die am Rhein liegenden Ortsteile Gronau und Hochkreuz. Nach planerischen Überlegungen in den 1970er Jahren (u. a. Wettbewerb „Bauten des Bundes und ihre Integration in die Stadt Bonn“) bis 2002 das Gebiet auch auf die rechtsrheinische Seite auszudehnen, wurde eine Zeitlang darunter nur das als internationales Viertel bezeichnete Gebiet um die ehemaligen Standorte der Verfassungsorgane in Gronau verstanden.
Als Bonn 1949 zur vorläufigen Hauptstadt des kriegszerstörten Westteils Deutschlands bestimmt wurde, bot sich das Areal als Sitz der Bundesregierung und des Bundestages an. In der Folge wurde das weitgehend unbebaute Gebiet zum Standort zahlreicher Behörden, Verbände und Botschaften. Das Regierungsviertel verlor wie die Bundeshauptstadt Bonn erst gegen Ende der 1980er Jahre seinen provisorischen Charakter, als die Wiedervereinigung kurz darauf diesen Zustand schon wieder beendete.
Bis zur Verlegung des Parlaments- und Regierungssitzes nach Berlin 1999/2000 war es das Zentrum der politischen Macht in der Bundesrepublik Deutschland. Der Strukturwandel des Viertels, der zu dieser Zeit begann, hat zu einem rasanten Austausch der ansässigen Behörden, Organisationen und Unternehmen und einer Veränderung des Erscheinungsbilds geführt. Das so entstandene „Bundesviertel“ ist zur Drehscheibe mehrerer international tätiger Organisationen und Großkonzerne geworden, wird aber auch weiterhin durch die verbliebenen Bundesinstitutionen bestimmt. Das einstmals an der Stadtgrenze zu Bad Godesberg gelegene Randgebiet bildet inzwischen neben dem Bonner Zentrum als Arbeitsplatzschwerpunkt eine „neue Mitte“ der Stadt, deren Ausdehnung in seiner Abgrenzung durch den Rahmenplan der Stadt Bonn aus dem Jahre 2020 festgeschrieben ist.

## Geographie

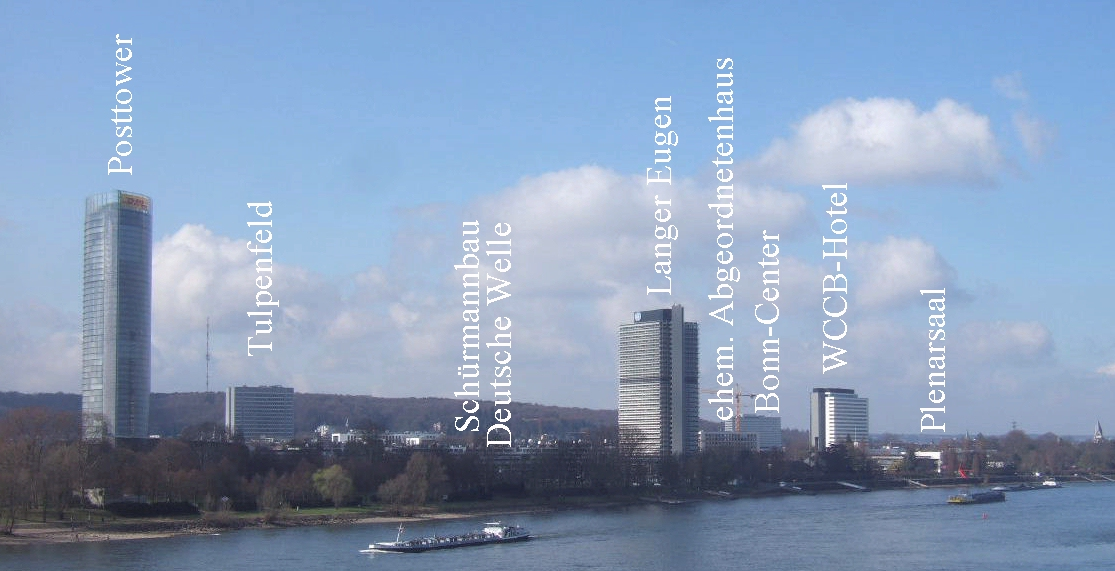
Das Bundesviertel in Gronau (2011)

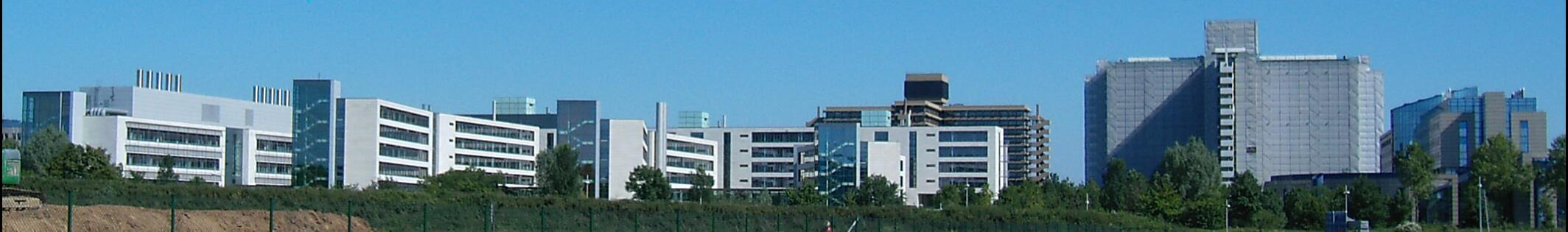
Das Bundesviertel in Hochkreuz mit dem (von links) Bundesinstitut für Arzneimittel und Medizinprodukte, den Kreuzbauten und dem Hotel Maritim (2006)

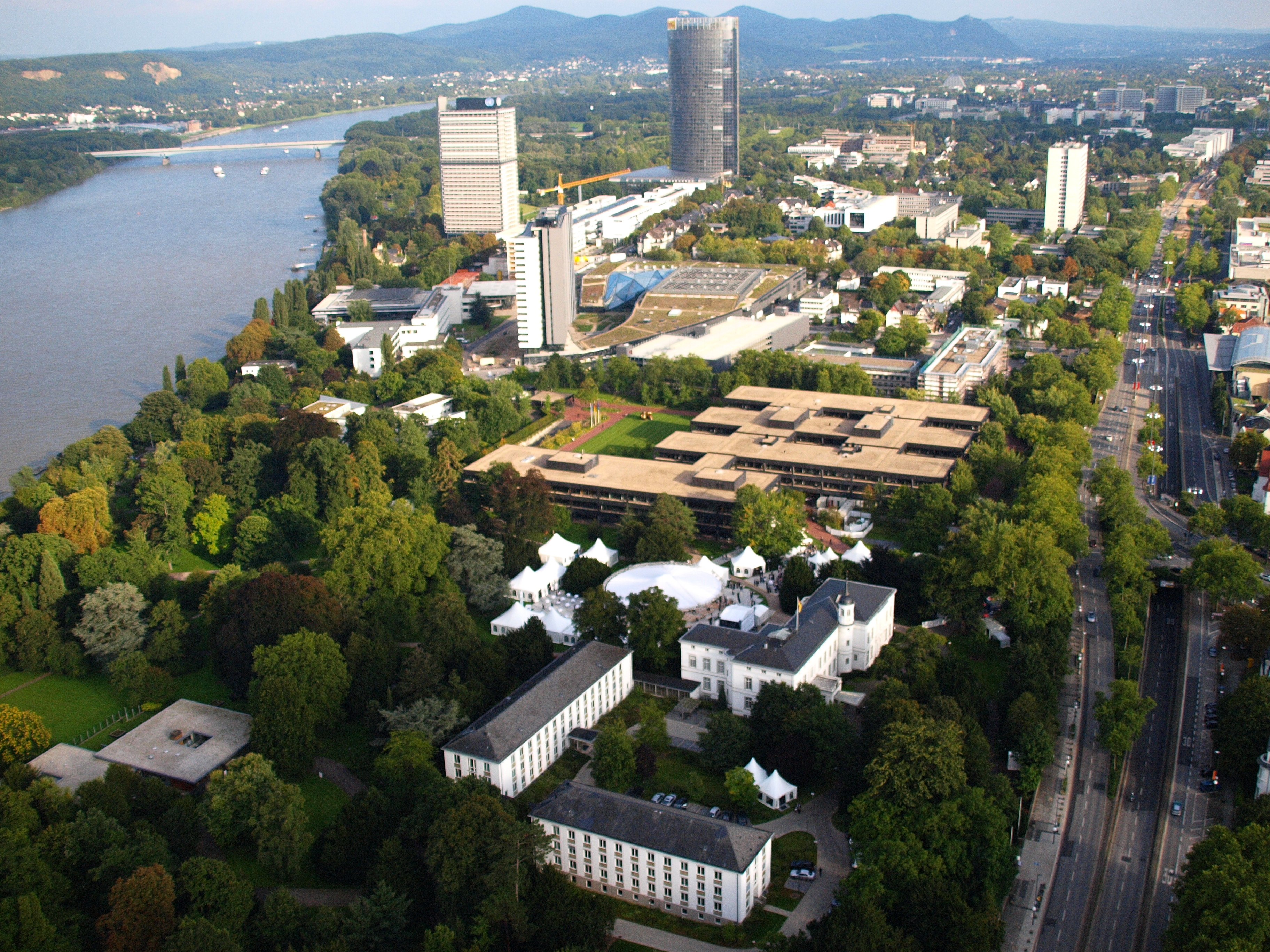
Luftaufnahme des Bundesviertels aus nordwestlicher Richtung (2010)

Das Bundesviertel erstreckt sich linksseitig des Rheins und umrandet dabei den rund 160 Hektar großen Rheinauenpark mit seinem künstlich geschaffenen Auensee, dessen nördlicher Teil den Namen Schiffchensee trägt. Die Vegetation musste nach der Rheinauen-Umgestaltung der 1970er Jahre etwa dreißig Jahre wachsen, um den natürlichen Endzustand zu erreichen. Nachdem beim Bau des Post Towers 2002 der kleine Postsee entstanden war und 2008 durch den Abbau provisorischer Gebäude neue Flächen freigelegt wurden, fand der Park in der Gronau seine nördliche Vollendung.
Inmitten der Rheinaue verläuft die Autobahn über die südliche der Bonner Rheinbrücken, die als zentrale städtebauliche Verbindungsachse zwischen dem links- und rechtsrheinischen Bereich der Rheinauen und des Bundesviertels wirkt. Entlang dieser Achse sind in unterbrochener Verlängerung der Rheinaue mit dem Hain der Nationen südlich und dem Grünzug Bundesviertel nördlich der Autobahn zwei weitere Parkflächen entstanden, die als Puffer zwischen Autobahn und Bebauung dienen. Zwischen Palais Schaumburg und Villa Hammerschmidt besteht außerdem ein 10 Hektar großer, nicht öffentlicher Landschaftspark, der bis auf das Jahr 1888 zurückgeht und 1951 zusammengeführt wurde. Drei Hektar umfasst ein Parkgelände im Süden des Bundesviertels, das aus dem Sichtungsgarten einer 1917 gegründeten und 1986 geschlossenen Gartenversuchsanstalt hervorging. Mitte der 1990er Jahre wurde er zum Friesdorfer Park umgebaut.
Bis auf die künstlich entstandene Hügellandschaft der Rheinaue gibt es in dem Gebiet keine Erhebungen. Am Wilhelm-Spiritus-Ufer auf der linken Flussseite fällt das Gelände hinter der Terrassenkante steil zur Rheinpromenade hin ab. Der Rhein beschreibt beim Bundesviertel einen nordwestlichen Knick. Das Gebiet des linksrheinischen Bundesviertels weist neben den stehenden Gewässern der Rheinaue auch zwei in den Rhein mündende, teils künstlich angelegte und verrohrte Bäche auf: den im Kottenforst entspringenden Annaberger Bach und den Venusbergbach, der seine Quelle unterhalb der Universitätskliniken hat. Der Annaberger Bach endete bis 2000 in Friesdorf in der städtischen Kanalisation und verläuft seitdem im Bundesviertel sowohl offen in dem 1994 gebauten Teilstück bis zum Park Hain der Nationen am Nordrand von Hochkreuz als anschließend auch bis zum Rhein verrohrt durch den einstigen Entwässerungskanal der Südbrücke aus dem Jahr 1974. Er bietet seltenen Vögeln Platz.
Am Bundeskanzlerplatz zwischen dem Neuen Hochhaus am Kanzlerplatz und Bundeskanzleramtsgebäude befindet sich der geographische Mittelpunkt Bonns. Das Bundesviertel liegt im Norden des Stadtbezirks Bad Godesberg, im Osten des Stadtbezirks Bonn und im Westen des Stadtbezirks Beuel. Damit haben drei der vier Bonner Stadtbezirke Anteil am Bundesviertel.

### Ausdehnung
Das Bundesviertel besteht in seiner Abgrenzung aus den statistischen Bezirken Gronau-Bundesviertel und Hochkreuz-Bundesviertel, die auch den für statistische Zwecke ausgewiesenen Stadtteil Bundesviertel bilden. Die Bezirke unterscheiden sich in der Fläche nur gering von der Größe der Ortsteile Gronau und Hochkreuz; Gronau ist als statistischer Bezirk im nördlichen Bereich geringfügig kleiner, während Hochkreuz als Ortsteil etwas kleiner ist.
Das ehemalige Regierungsviertel erstreckt sich entlang der Achse Adenauerallee, Friedrich-Ebert-Allee und Godesberger Allee (B 9) zwischen den Stadtbezirken Bonn und Bad Godesberg. Im Osten wird es vom Rhein begrenzt, im Westen von der linksrheinischen Bahnstrecke, im Norden von den Straßen Zweite Fährgasse/Adenauerallee/Reuterstraße und im Süden von der Hochkreuz- und Kennedyallee sowie der Südgrenze des Freizeitparks Rheinaue (ohne Amerikanische Siedlung). Die Längsausdehnung dieses Gebietes beträgt gut 4 km bei einer durchschnittlichen Tiefe (ohne Rheinaue) von rund 1 km. Das ehemalige Parlaments- und Regierungsviertel umfasst mit 481 ha 3,4 % der Gesamtfläche der Bundesstadt Bonn. Der Bereich der ehemaligen Parlamentsvorzone bzw. des engeren Bundesviertels in Gronau, heute häufig als internationales Viertel und früher als Bundesdistrikt bezeichnet, gruppiert sich rund um das Bundeshaus, das frühere Bundeskanzleramt und den Langen Eugen.
Rechtsrheinische Gebiete als Erweiterung des Bundesviertels im Sinne eines „Brückenkopfes“ waren lediglich planerisch erwogen worden, jedoch nur in der Randlage von Beuel-Süd. In den Rahmenplänen von 1985 war am Landgrabenweg unter Nr. 23 ein Areal für Ministerien und Wohnen vorgesehen, das aber schon im Plan von 2002 durch die Bauten von Telekom und T-Mobil belegt ist.:52,53

## Entwicklungsmaßnahme
Durch eine Rechtsverordnung des Landes Nordrhein-Westfalen vom 17. Dezember 1974:18 wurden am 25. Januar 1975:19 im weiteren Bereich um das Regierungsviertel insgesamt 672 ha in eine Entwicklungsmaßnahme nach dem Städtebauförderungsgesetz überführt. Diese baurechtliche Maßnahme erlaubt es der Stadt oder einem von ihr als Treuhänder beauftragten Entwicklungsträger, über den Zwischenerwerb von Grundstücken eine koordinierte, zielgerichtete Ansiedlungspolitik aus „einer Hand“ zu betreiben und die städtebaulichen Zielvorstellungen in absehbarer Zeit umzusetzen. Als Entwicklungsträger wurde Anfang 1978 die Landesentwicklungsgesellschaft NRW (LEG) unter Vertrag genommen.:23 Die Fläche der Entwicklungsmaßnahme, die eine Länge von etwa 3,5 km hatte, war zum Zeitpunkt ihrer Widmung zu 43 % bebaut. In den Jahren 1979, 1986 und 1991 wurden bereits Teilbereiche mit einer Fläche von insgesamt 239 ha:78 aus der Entwicklungsmaßnahme entlassen.
Nach dem Bonn-Berlin-Beschluss des Deutschen Bundestages vom 20. Juni 1991 wurde das Entwicklungsgebiet durch Änderung der Rechtsverordnung am 25. September 1993 um die rheinnahen Bereiche der rechtsrheinischen Ortsteile Ramersdorf und Oberkassel rund um die zuvor geschlossene Zementfabrik mit einer Fläche von etwa 15 ha erweitert.:77 f. Gleichzeitig benannte man die Entwicklungsmaßnahme, den neuen Zielvorstellungen entsprechend, in Entwicklungsmaßnahme Bonn-Bundesviertel um.
Sämtliche Planungen in diesem Gebiet wurden durch einen gemeinsamen Ausschuss von Bund, Land NRW und Stadt Bonn koordiniert, der erstmals am 25. September 1975 und letztmals am 19. Dezember 1990 zu insgesamt 30 Sitzungen zusammentrat; nach diesem Zeitpunkt kam ein Umlaufverfahren zur Anwendung:23. Bis zum Auslaufen der Maßnahme am 10. Juni 2004 wurden 429 Millionen Euro investiert, davon 267 Millionen Euro für Bodenordnungs- und 110 Millionen Euro für Erschließungsmaßnahmen; der Rest entfiel auf städtebauliche Planungen und die Leistungen des Entwicklungsträgers.:176 Zu den Gesamtausgaben steuerte der Bund zwei Drittel bei, vom Rest übernahm das Land 85 Prozent. Die bereits verplanten Projekte werden weiterhin über die Entwicklungsmaßnahme abgerechnet, wozu auch der Verkauf aller restlichen Grundstücke gehört. Bis 2008 wurde die Entwicklungsmaßnahme weiterhin treuhänderisch von der Landesentwicklungsgesellschaft, anschließend bis Ende 2010 von NRW.Urban verwaltet. Rechtsnachfolger für die nicht verkauften Grundstücke wurde die Stadt Bonn. Nach der Abwicklung entstehende Überschüsse sollten vom Bund für die Finanzierung des World Conference Centers (WCCB) verwendet werden.
Mithilfe des finanziellen Instruments der Entwicklungsmaßnahme wurden – im Bereich der Bodenordnung – der Grunderwerb, die Beseitigung von Altlasten sowie entwicklungsbedingte Nutzungsverlagerungen sowie – im Bereich der Erschließungsmaßnahmen in etwa 200 Einzelprojekten:178 – der Ausbau des Straßen- und Kanalnetzes sowie der Stadtbahnstrecke gefördert. Die dabei entstandenen Ausgaben refinanzierten sich im Wesentlichen durch den Verkauf von im Wert gestiegenen Grundstücken, der die öffentliche Anschubfinanzierung langfristig ausgleichen sollte. Im Falle des Bundesviertels konnte dies, obgleich die endgültige Abrechnung noch aussteht, weitgehend erreicht werden. Nach 2004 wurden bzw. werden unter anderem noch Erschließungsmaßnahmen am ehemaligen Zementwerk (heute „Bonner Bogen“) oder die Umgestaltung der Straßen im engeren Regierungsviertel rund um das WCCB (Heussallee, Karl-Carstens-Straße, Welckerstraße, Platz der Vereinten Nationen) über dieses Planungsinstrument gefördert. Gleiches gilt für den vollständigen Ausbau der B 9 zur „Bundesallee“, der im März 2015 abgeschlossen wurde.
Die Entwicklungsmaßnahme Bundesviertel umfasste neben den Ortsteilen Hochkreuz und Gronau auch Teile der linksrheinischen Ortsteile Friesdorf, Dottendorf, Kessenich, Plittersdorf, Godesberg-Nord und Godesberg-Villenviertel. Auch in den rheinnahen Gebieten der rechtsrheinischen Ortsteile Ramersdorf, Oberkassel und Limperich befanden sich in den Jahren 1985 bis 2002 auch Teilflächen in der Entwicklungsmaßnahme.
Der derzeit gültige Rahmenplan umfasst keine rechtsrheinischen Gebiete mehr und wurde „zunächst am 7. Mai 2020 als städtebauliches Entwicklungskonzept beschlossen, das bei der Aufstellung oder Änderung von Bauleitplänen gemäß § 1 Absatz 6, Nummer 11 Baugesetzbuch (BauGB) mit seinen Zielen und Vorgaben zu berücksichtigen ist. Mit gleichem Beschluss wurde die Verwaltung beauftragt, die Rahmenplanung Bundesviertel dahingehend anzupassen, den Wohnanteil deutlich zu erhöhen. Der Rat hat der Überarbeitung der Rahmenplanung mit einem deutlich erhöhten Wohnanteil am 28. Juni 2021 zugestimmt.“

## Geschichte

### Vor der deutschen Teilung

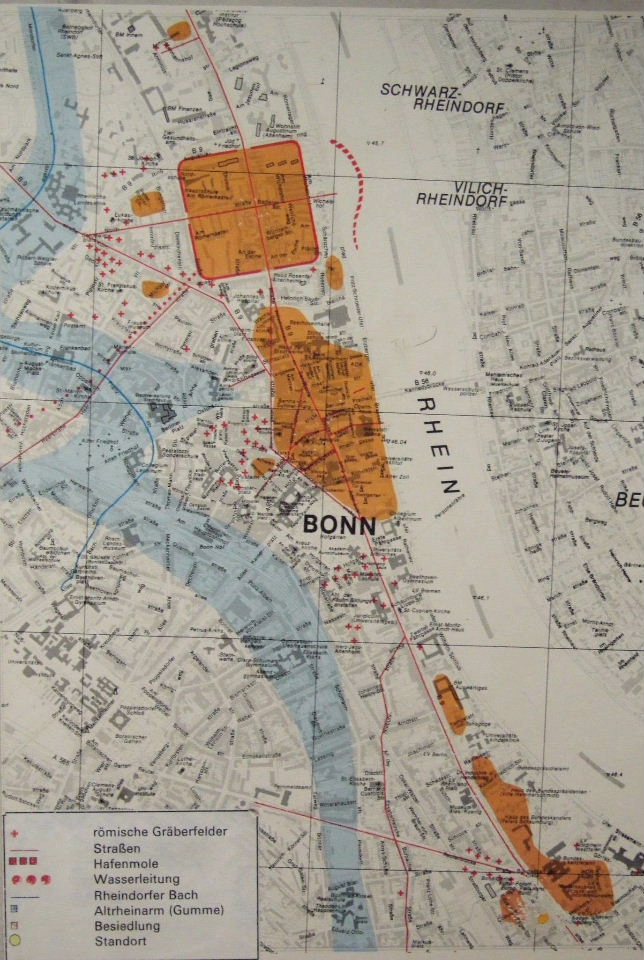
Römische Siedlungsgebiete in Bonn

In der Eisen- und Jungsteinzeit gab es im Bereich des Ortsteils Gronau vermutlich einzelne, unzusammenhängende Gehöfte. In das 2. bis 3. Jahrhundert n. Chr. wird dort eine zivile römische Siedlung, der sogenannte vicus Bonnensis, datiert. Sie schloss sich südlich an das damalige römische Militärlager castra Bonnensia und ein römisches Lagerdorf an. Militärlager und Siedlung waren vermutlich zur gleichen Zeit errichtet worden. Der vicus, an der römischen Rheintalstraße von Köln nach Koblenz gelegen, wird von Archäologen als Teil einer für damalige Verhältnisse bedeutenden städtischen Siedlung betrachtet. Dort lebten bis zu 10.000 Menschen.

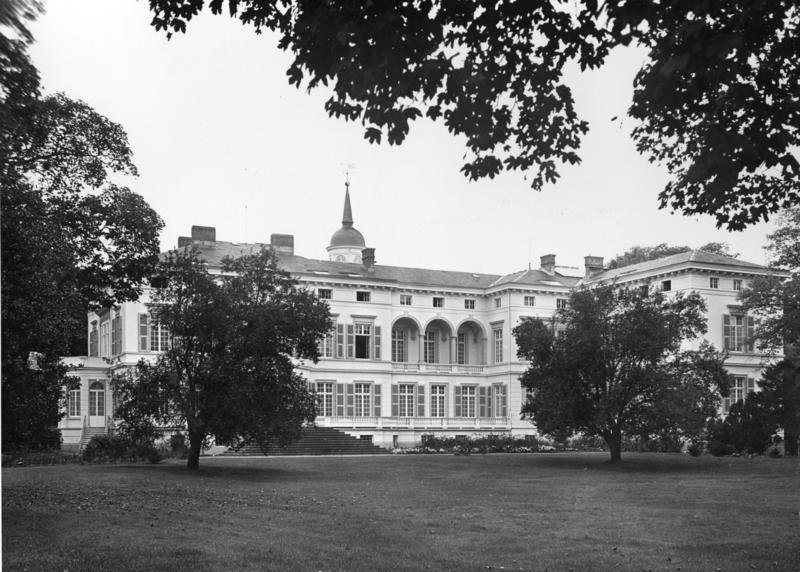
Palais Schaumburg (1950)

Als Bonn 1949 Parlaments- und Regierungssitz wurde, war das spätere Regierungsviertel ein weitgehend unbebautes und landwirtschaftlich genutztes Gelände beidseitig der Koblenzer Straße (Reichsstraße 9) zwischen den damals eigenständigen Städten Bonn und Bad Godesberg, an dessen Nordrand sich der Sitz von Bundestag und Bundesrat in der ehemaligen Pädagogischen Akademie, des Bundeskanzleramts im Palais Schaumburg und der spätere Sitz des Bundespräsidenten in der Villa Hammerschmidt befanden. Am 1. September 1948 hatte im Museum König an der Koblenzer Straße die Eröffnungssitzung des Parlamentarischen Rates stattgefunden, der das Grundgesetz ausarbeiten sollte. Er tagte anschließend in der Pädagogischen Akademie, wo auch 1949 die Beschlüsse des Rates und später des Bundestages für Bonn als vorläufigen Regierungssitz fielen. Südlich dieses Gebäudes befand sich damals noch der Hauptstandort für die Sportanlagen der Stadt.
Am Südrand der Gronau war von 1899 bis 1901 die Bonner Stadthalle errichtet worden, die ab den 1920er-Jahren den Hallen- und Wassersport beherbergte. Der Backsteinbau war Endstation einer 1906 eröffneten Straßenbahnlinie und im Zweiten Weltkrieg schwer beschädigt worden. 1915 war weiter westlich ein Johanniterkrankenhaus entstanden. Die Bebauung des Bereichs zwischen diesem Krankenhaus und dem Sitz des Kanzleramts setzte sich aus zahlreichen frei stehenden, oftmals repräsentativen Villen und Wohnhäusern aus der Zeit um und nach der Jahrhundertwende zusammen. Nördlich schlossen sich Ausläufer der historischen Südstadtbebauung an, inmitten derer eine Universitäts-Kinderklinik im Bau war. Zu den in der Epoche der Gründerzeit entstandenen Objekten gehörten die Villa Dahm, die Villa Spiritus und die Villa Prieger. Unterbrochen wurde die Bebauung durch die ausgedehnten Parkflächen der Villen Hammerschmidt, Selve und Schaumburg.
Das Gronauer Wasserwerk nahe der Pädagogischen Akademie aus dem späten 19. Jahrhundert versorgte Bonn mit Rhein-Uferfiltrat. Mitten durch die Rheinauen der Gronau führte auch die noch nicht abgebaute Bahnstrecke des von 1870 bis 1914/19 betriebenen Trajekts Bonn–Oberkassel. Dort hatte ein für die Industrie der Stadt bedeutender Bahnhof für den Güterverkehr bestanden. 1938 war mit dem stadionartig ausgebauten Sportplatz des Bonner Fußballvereins (BFV) an der Ecke von Friedrich-Ebert-Allee und Dottendorfer Straße (heute Ollenhauerstraße) eine weitere Sportanlage hinzugekommen.

### Deutsche Teilung (1949–1990)
Verschiedene Bundesministerien und -behörden errichteten wie Parteizentralen und Pressestellen in den ersten sieben Jahren Bonns als Regierungssitz in relativ unkoordinierter Weise Bürogebäude und bezogen provisorische und angemietete Notunterkünfte. Das Bundeshaus, dessen Kern die ehemalige Pädagogische Akademie von 1933 bildete, wurde umgebaut sowie für Bundestag und Bundesrat erweitert. Auch die meisten Landesvertretungen ließen sich schon in diesen Jahren im Regierungsviertel nieder, entweder in repräsentativen Villen oder wie Bayern und Nordrhein-Westfalen in eigens errichteten Neubauten.
Mitte der 1950er-Jahre bezogen mit dem Postministerium und dem Auswärtigen Amt die ersten Bundesministerien schlicht gestaltete Gebäude am Rhein. Letzteres war zum Zeitpunkt der Fertigstellung der größte Verwaltungskomplex in Deutschland. Gebaut wurden auch das Presseamt der Bundesregierung und Erweiterungen für das Bundespräsidialamt, beides in direkter Nähe der Sitze der ihnen zugehörigen Verfassungsorgane. Prominenteste Botschaft wurde die 1952 entstandene Vertretung Großbritanniens. Die allermeisten diplomatischen Vertretungen ließen sich jedoch nicht im Regierungsviertel, sondern in Plittersdorf, Rüngsdorf und Godesberg-Villenviertel nieder. Zu den Bürogebäuden kamen noch Wohnsiedlungen – vor allem für Bundesbedienstete – hinzu: das Berliner-Ring-Viertel:28 in Hochkreuz (1960–1964) und das Johanniterviertel im Süden Gronaus.
Die politische Vorgabe, für einen zeitnahen Umzug nach Berlin vorbereitet zu sein, führte 1956 zu einem Baustopp. Die wenigen, in dem Jahrzehnt nach dem Baustopp verwirklichten Projekte wie die Allianz-Bauten am Tulpenfeld (ab 1964) waren daher Mietobjekte oder hatten wie die Niederländische Botschaft (1964) und der DIHT (1964) einen anderen Auftraggeber. Die Hauptstadtpresse, darunter die Bundespressekonferenz, richtete sich in dieser Zeit im Tulpenfeld ein. Mit dem Bau des neuen Abgeordnetenhochhauses, des bis heute noch als Bonner Wahrzeichen dienenden „Langen Eugen“, wurde der Baustopp des Bundes 1966 beendet.
Dabei wurde ein Teil des Geländes der dort gelegenen Sportanlagen überbaut (erst 1989 geschlossen und abgerissen) und nach dem bereits 1962 erfolgten Abriss der benachbarten Stadthalle das Bonner Sportzentrum in den neuen Sportpark Nord im Bonner Norden verlegt. Zu den in der Zeit danach verwirklichten Bundesgebäuden gehörten 1975 die Kreuzbauten als Sitz von Bundesministerien in Hochkreuz, 1976 der Neubau des Bundeskanzleramtes und 1977 in Parlamentsnähe der Presseclub. Als erste Partei bezog 1972 die CDU mit dem Konrad-Adenauer-Haus an der B 9 eine neue Zentrale, 1975 folgte die SPD mit dem Erich-Ollenhauer-Haus. Das Land NRW errichtete gegenüber der CDU von 1970 bis 1974 das Landesbehördenhaus mit einem Polizeipräsidium, um die erweiterten Sicherheitsbedürfnisse einer Hauptstadt abdecken zu können. 1977 wurde an derselben Straße der Neubau der Landeszentralbank Bonn fertiggestellt.
Auch für nichtöffentliche Zwecke wurden nun erstmals großvolumige Projekte umgesetzt. Am Bundeskanzlerplatz entstand 1969 das Geschäftszentrum Bonn-Center, damals als zweithöchstes Hochhaus Bonns, welches 2017 jedoch zugunsten eines Neubaus gesprengt wurde. Der Stifterverband für die Deutsche Wissenschaft baute an der Kennedyallee am südlichen Rand des Regierungsviertels 1972 das Wissenschaftszentrum Bonn. Das zu dieser Zeit hinsichtlich der Büroflächen größte Immobilienprojekt waren die 1975 eingeweihten Brederobauten an der B 9 in Hochkreuz.

Neubauten 1953–1975
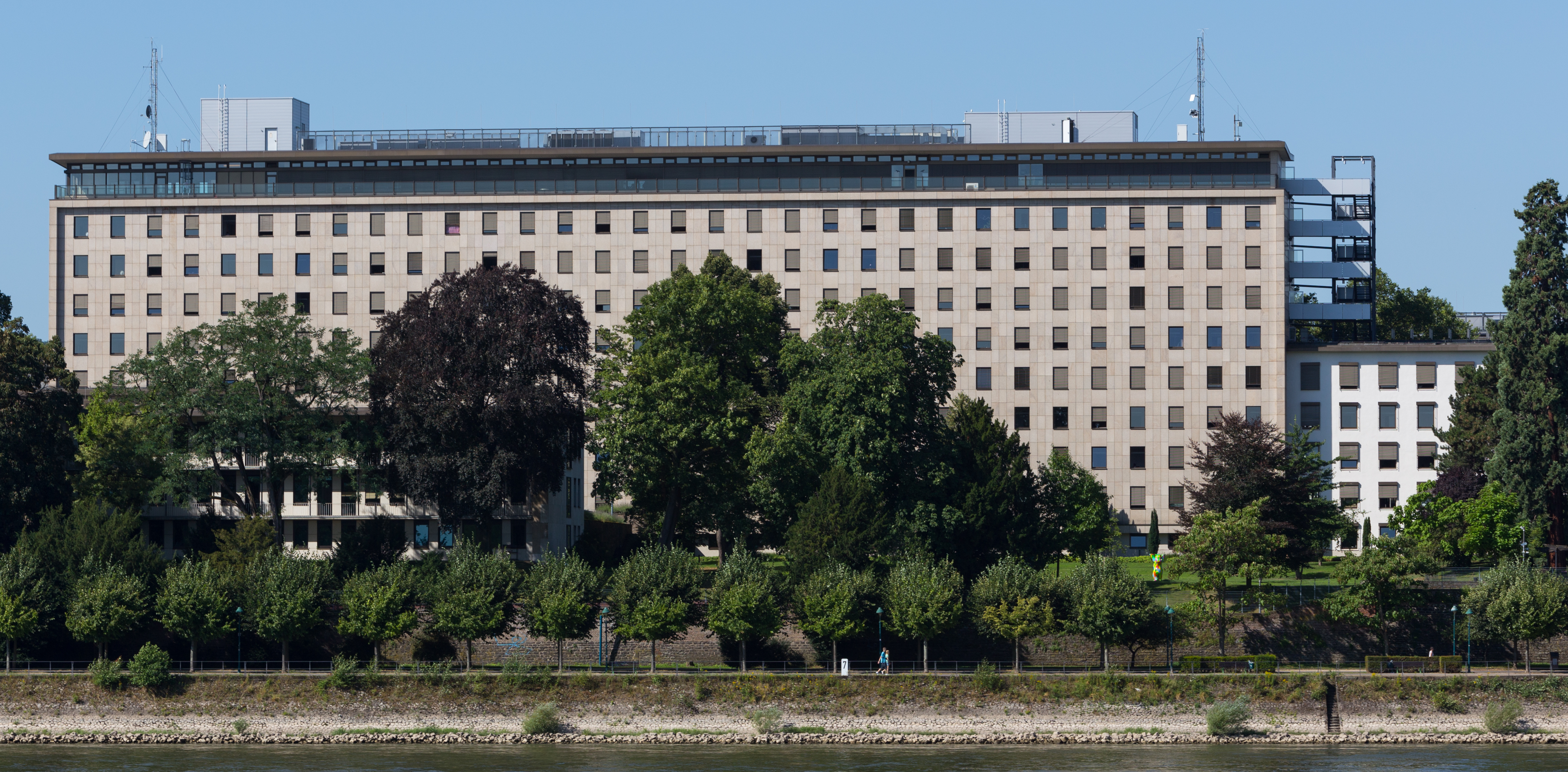
Auswärtiges Amt
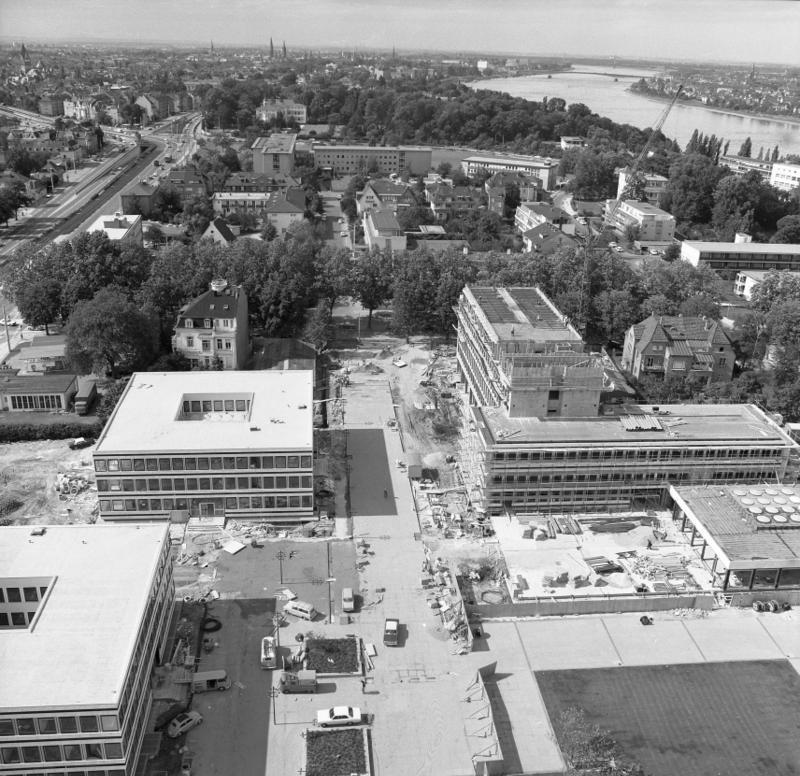
Tulpenfeld (in Bau)
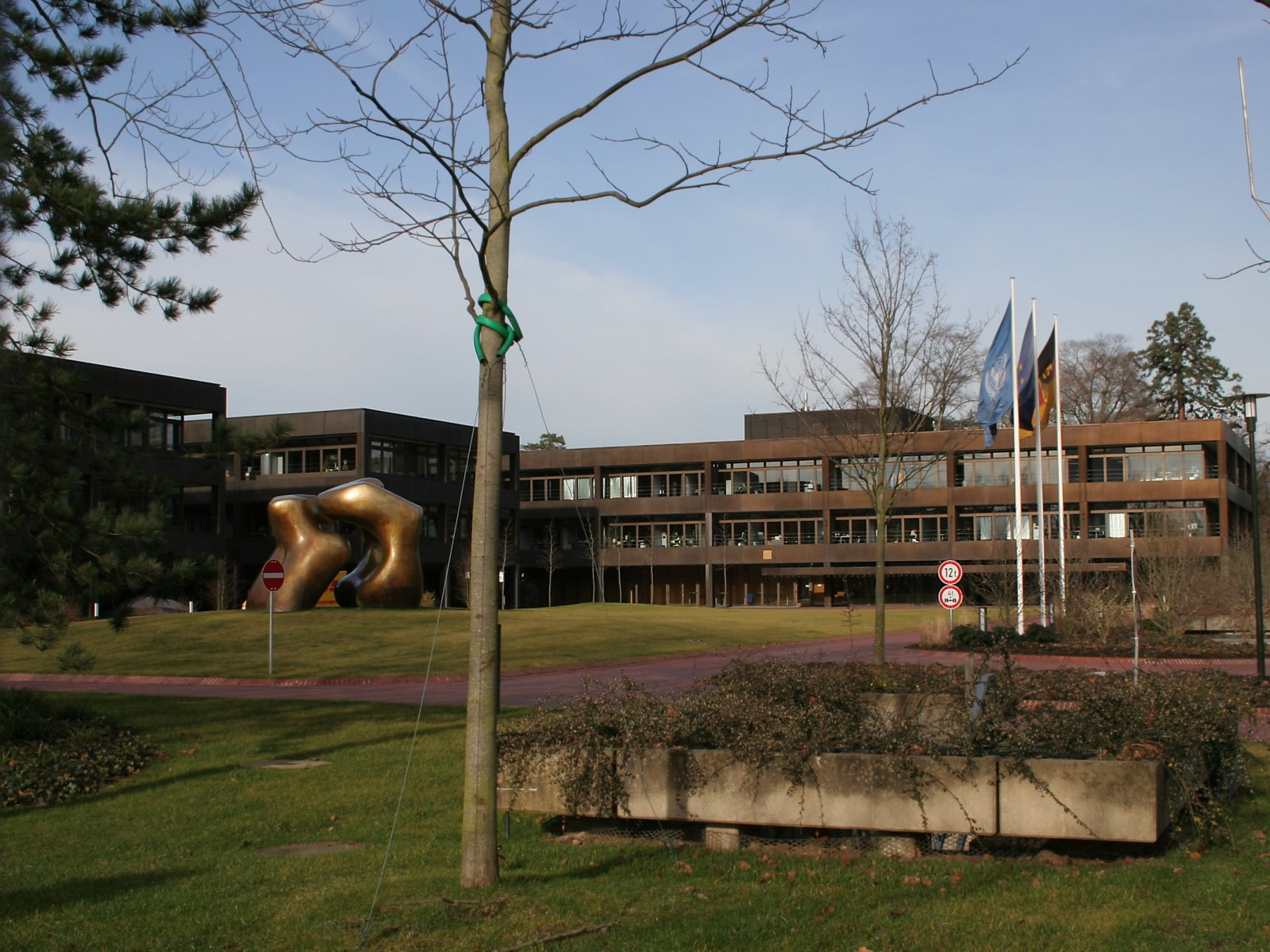
Bundeskanzleramt
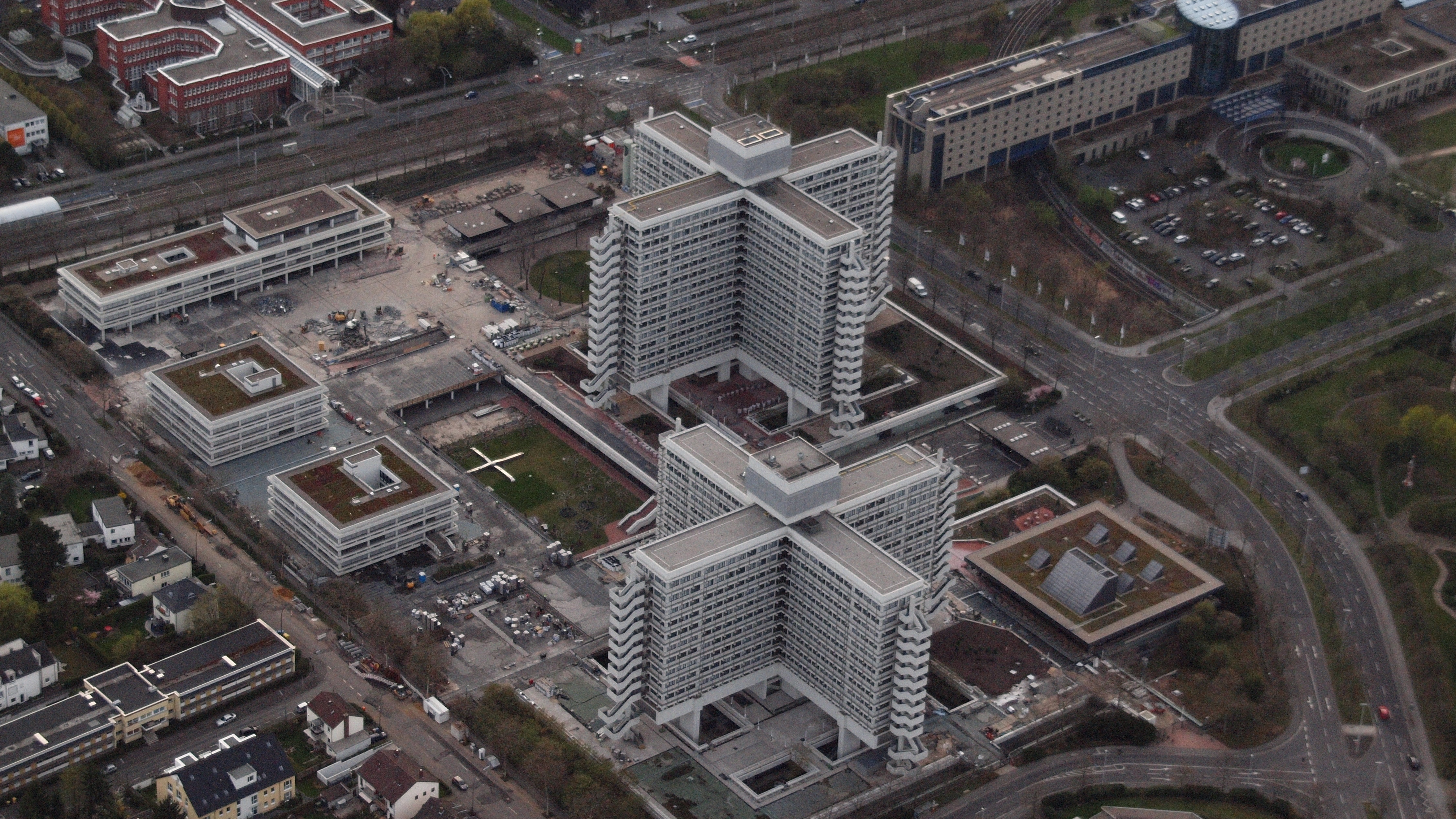
Kreuzbauten

Die Entwicklung des Regierungsviertels folgte auch nach Aufhebung des Baustopps weniger einem koordinierten, städtebaulichen Plan als den kurzfristigen Bedürfnissen des Bundes. An dessen Projekten hatte die Planungsgruppe Stieldorf bislang großen Anteil gehabt. 1969 verlor Bad Godesberg mit der kommunalen Neugliederung der Region seine Eigenständigkeit und wurde ein Stadtbezirk von Bonn, womit und auch damit das um den Godesberger Ortsteil Hochkreuz erweiterte Regierungsviertel erstmals einer städtischen Planung unterstellt war. Die Nutzungsstruktur des Areals, das nunmehr im geographischen Zentrum der vergrößerten Stadt Bonn lag, war weiterhin durch eine umfangreiche gewerbliche Nutzung bestimmt, darunter die Bundesdruckerei, mehrere Kiesgruben, Bankfilialen und Kfz-Handel. In Hochkreuz befand sich ein Betriebshof der Stadtwerke Bonn. Um die Lebensqualität und Urbanität des Bereichs zu erhöhen sowie ein vollwertiges und repräsentatives Regierungsviertel zu schaffen, sollte dieser sowohl für die Stadt Bonn als auch den Bund nicht angemessene Zustand geändert werden. Erstmals gründete man 1970 einen gemeinsamen „Arbeitskreis Bundesbauten“, unter Beteiligung von Bund, Land und Stadt sowie der Öffentlichkeit.
1971 wurde ein Architektenwettbewerb mit dem Ziel einer „Integration der Bundesbauten in die Stadt Bonn“ ausgelobt, den 1972 das Büro Legge/Suwelack gewann.:48 Die Prämissen und Ergebnisse des Wettbewerbs – ein monumentales und konzentriertes Regierungsviertel auf beiden Seiten des Rheins, miteinander verbunden durch eine Bebauung über den Fluss – wurden jedoch von Stadt und Bürgern abgelehnt. Willy Brandt bekannte sich im Januar 1973 in seiner Regierungserklärung zum Ausbau Bonns als Bundeshauptstadt. Dieser Wandel in der Hauptstadtpolitik reflektierte nicht zuletzt eine gewisse Anerkennung der deutschen Teilung und die Neue Ostpolitik der sozialliberalen Regierung. Der Bund begann noch im gleichen Jahr mit Planungen für ein eigenes Konzept zur endgültigen Unterbringung seiner Behörden und Dienststellen in bundeseigenen Gebäuden und einem neuen Bauwettbewerb für Bundestag und Bundesrat. Im Jahre 1975 wurde schließlich die städtebauliche Entwicklungsmaßnahme eingeleitet, unter deren Dach die Entwicklung im Parlaments- und Regierungsviertel der folgenden Jahrzehnte stattfinden sollte.

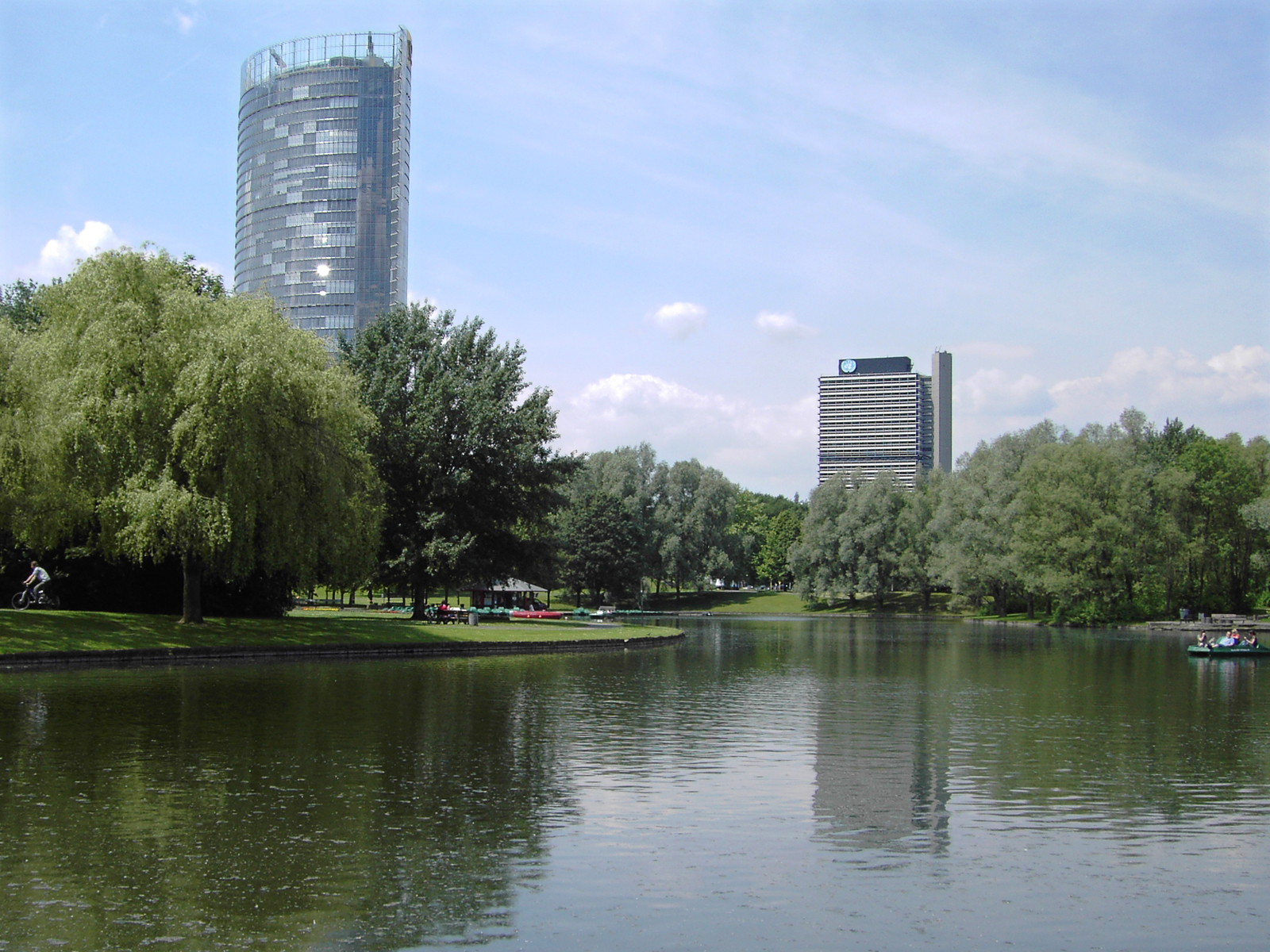
Ausee in der Rheinaue

Unabhängig von der Entwicklungsmaßnahme fand die Umgestaltung der Rheinaue statt, die sich auf beiden Seiten des Rheins südlich und nördlich der Bonner Südbrücke erstreckt. Um diese als letztes naturbelassenes Gebiet in der neuen Mitte Bonns vor einer möglichen großflächigen Bebauung zu schützen, bewarb sich die Stadt mit dem Gelände zur Bundesgartenschau 1979. Das 160 ha große Areal, an dessen Nordrand sich damals der überwiegende Teil des Regierungsviertels befand, wurde mit 60 Mio. DM – zum Teil durch die Entwicklungsmaßnahme gefördert – zu einem Landschaftspark umgestaltet. Seitdem bildet der als Naherholungsgebiet genutzte Park einen Kontrast zu den umliegenden Bürogebäuden, die von ihm umschlossen werden.
Nach dem Start der Entwicklungsmaßnahme 1975 wurden die Absichten verworfen, alle über das Stadtgebiet verteilten Einrichtungen des Bundes im Regierungsviertel zu bündeln. Die neuen Planungen für das Parlamentsviertel um das Bundeshaus wurden von den Preisträgern des neuen Wettbewerbs von 1973, Behnisch & Partner sowie Wolff/Schneble, geleitet. Ihr Standortkonzept für die Neubauten von Bundestag und Bundesrat, südlich des Langen Eugen bzw. am Bundeshaus in Rheinnähe, wurde für die späteren Planungen wegweisend. Auch die Entwürfe für eine „Grüne Mitte“ als Parklandschaft und unbebaute Vorzone zwischen Bundeshaus und Kanzleramt stammten aus dieser Zeit. Sie sollte die beim Bau des Kanzleramts verlorengegangene Görreswiese ersetzen. Die zwischenzeitlich aufgekommenen Pläne Joachim Schürmanns, Hochkreuz und Gronau mit sieben Ministeriumsneubauten im Stil der Kreuzbauten zusammenwachsen zu lassen, wurden durch die neuen Planer aufgegeben.

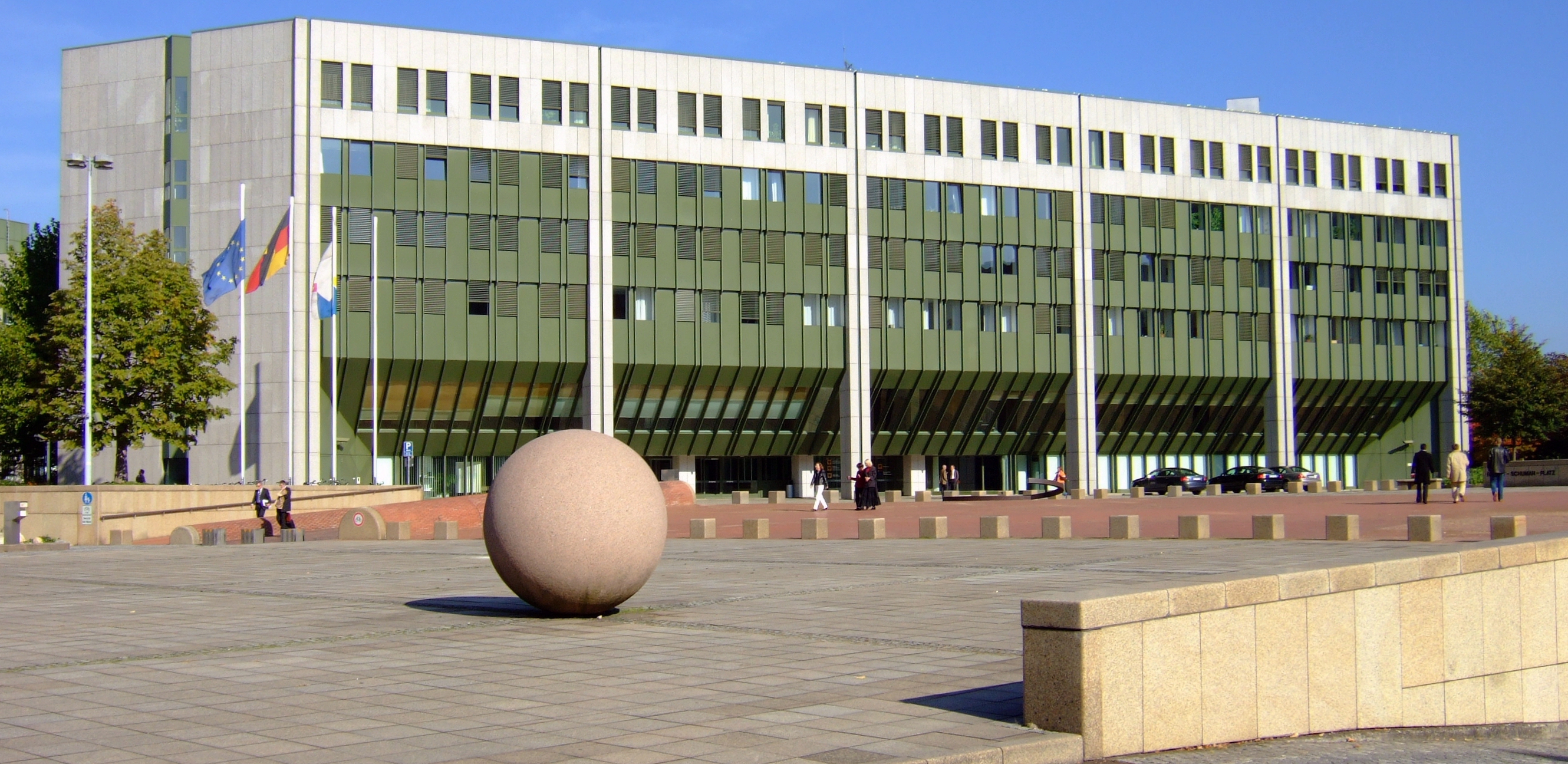
Bundesministerium für Post und Telekommunikation

Im Zentrum der Planungen und Architektenwettbewerbe standen stattdessen die Erschließung des neuen Ministerienstandorts Godesberg-Nord, die endgültige Unterbringung von Bundestag und Bundesrat sowie die beabsichtigte Errichtung eines „Geistig-Kulturellen Zentrums“ von Bund und Stadt. 1982 stand die Raumplanung für die Neubauten fest, worauf Schritt für Schritt die Realisierungsphase folgte und die Bauarbeiten im gesamten Regierungsviertel an Fahrt aufnahmen. Mitte und Ende der 1980er-Jahre wurden das Post- und Verkehrsministerium sowie der Sitz der Bildungseinrichtung Gustav-Stresemann-Institut im Standort Godesberg-Nord fertiggestellt. Das 1989 dort begonnene Maritim-Hotel war die erste Einrichtung im Regierungsviertel, die sich für die Ausrichtung großer internationaler Konferenzen eignete. Weiter südlich waren eine Wohnbebauung sowie ein Botschafts- und Diplomatenviertel geplant, von dem bis 1990 die syrische Botschaft umgesetzt werden konnte. Das gesamte Areal am Rande der Rheinaue wurde neu erschlossen und war zu einer neuen Bürostadt und – inklusive großer öffentlicher Flächen – endgültig zu einer Erweiterung des Regierungsviertels nach Süden geworden.
Ende der 1980er-Jahre begann man mit der Verwirklichung der in direkter Abfolge an der Bundesstraße 9 gelegenen Kulturbauten Bundeskunsthalle, Kunstmuseum Bonn und Haus der Geschichte. Dort musste die vorhandene Flächennutzung wie ein Zollamt des Bundes abgerissen oder, wie die Umspannanlage des Regierungsviertels, komprimiert werden. Der marode, aber denkmalgeschützte Plenarsaal des Bundestags sollte nach einem Stopp der Neubauplanungen 1981 zunächst saniert werden, um ihn als öffentliches Symbol der Bundesrepublik zu erhalten. 1987 entschloss sich der Bundestag nach einer langen Debatte und vielen Wettbewerbsentwürfen aber für einen Neubau an gleicher Stelle. Die immer stärker zu Tage tretende Baufälligkeit des alten Plenarsaals war der entscheidende Auslöser. Die Raumplanungen für die Bundestagsbauten waren im Vergleich zu früheren Planungen nahezu halbiert worden. Der Grundstein des Plenarsaals von Günter Behnisch wurde 1988 gelegt, 1989 der des für die Bundestagsabgeordneten vorgesehen Schürmann-Baus. Einige der Planungen, die auch Bauten von Parteien, Verbänden und Medien enthielten, sollten erst in den 1990er-Jahren realisiert werden.

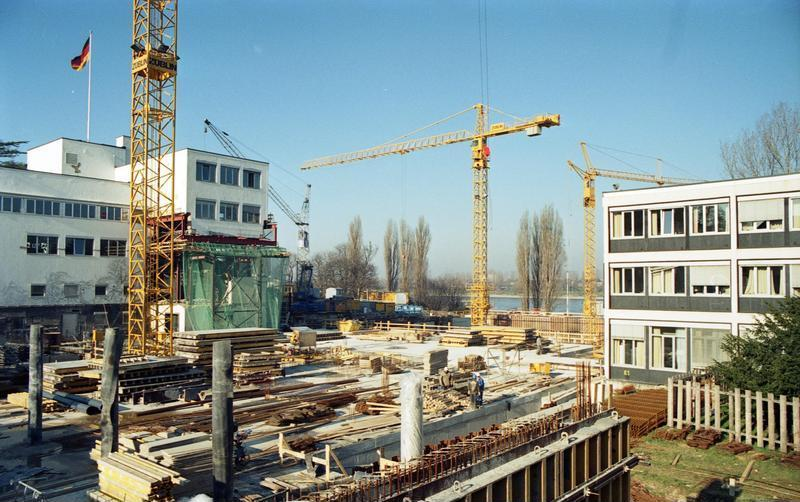
Bau des neuen Plenarsaals (1989)

Anlässlich der 2000-Jahr-Feier der Stadt Bonn wurde bis 1989 die linke Rheinuferpromenade zwischen Altem Zoll und Bundeshaus nach Plänen des Münchener Landschaftsarchitekten Gottfried Hansjakob neu gestaltet.:58 Die im Rahmen der Entwicklungsmaßnahme geplante Rückführung der gewerblichen Nutzung des Regierungsviertels wurde durch den Bau der Kulturbauten des Bundes und die Vorbereitungen für das (1993 bis 1995 ausgeführte) „Bonn-Karree“ an der Friedrich-Ebert-Allee (B 9) vorangebracht. Das Vorhaben zur Schaffung der Grünen Mitte in der „Parlamentsvorzone“, die eine Beseitigung mehrerer Gebäude wie das des Presse- und Informationsamts der Bundesregierung zwecks Einrichtung von Grünflächen vorgesehen hatten, führte zwar zum Bau der Ersatzstandorte, kam aber nicht mehr zur Verwirklichung.
Als Ende der 1980er-Jahre die meisten Projekte im Bau oder vor Abschluss der Planungen waren und Bonn sich „binnen zwei Jahren zur Hauptstadt wandeln sollte“, begannen im September 1989 in der DDR die Montagsdemonstrationen.

### Nach der Wiedervereinigung
Nach dem Mauerfall und der deutschen Wiedervereinigung beschloss der Deutsche Bundestag am 20. Juni 1991 die Verlegung des Parlaments- und Regierungssitzes nach Berlin (→ Hauptstadtbeschluss). Diese Ereignisse hatten zwar für viele Bauprojekte einen zügigen Planungsstopp zur Folge. Doch die Bautätigkeit erreichte 1991 mit 80.000 Quadratmetern fertiggestellter Bürofläche:44 und zwölf im Bau befindlichen Projekten:57 ihren Höhepunkt. Plenarsaal, Schürmann-Bau, Fahrbereitschaft des Bundestags, FDP-Parteizentrale und die Kulturbauten sollten zu Ende geführt werden. Das galt auch für eine 1991 fertiggestellte Erweiterung des Polizeipräsidiums.:62 Die Bauprojekte für Landesvertretungen, Botschaften, Verbände und Medien wurden hingegen mit wenigen Ausnahmen verringert oder eingestellt. Als die künftige Aufgabenteilung zwischen Bonn und Berlin festgezurrt und sie 1994 im Berlin/Bonn-Gesetz festgelegt wurde, kam die Bau- und Sanierungstätigkeit des Bundes wieder in Gang. Für große Unsicherheit sorgten die nicht erfolgreichen Bemühungen des nordrhein-westfälischen Landeskonservators Udo Mainzer, das gesamte Regierungsviertel unter Denkmalschutz zu stellen und damit dessen bauliche Weiterentwicklung zu behindern. Die Frage nach dem Schutz der oft zwar nur als Provisorium gedachten, aber dennoch historischen Gebäude stellte sich daher von nun an bei jedem Bauprojekt neu.

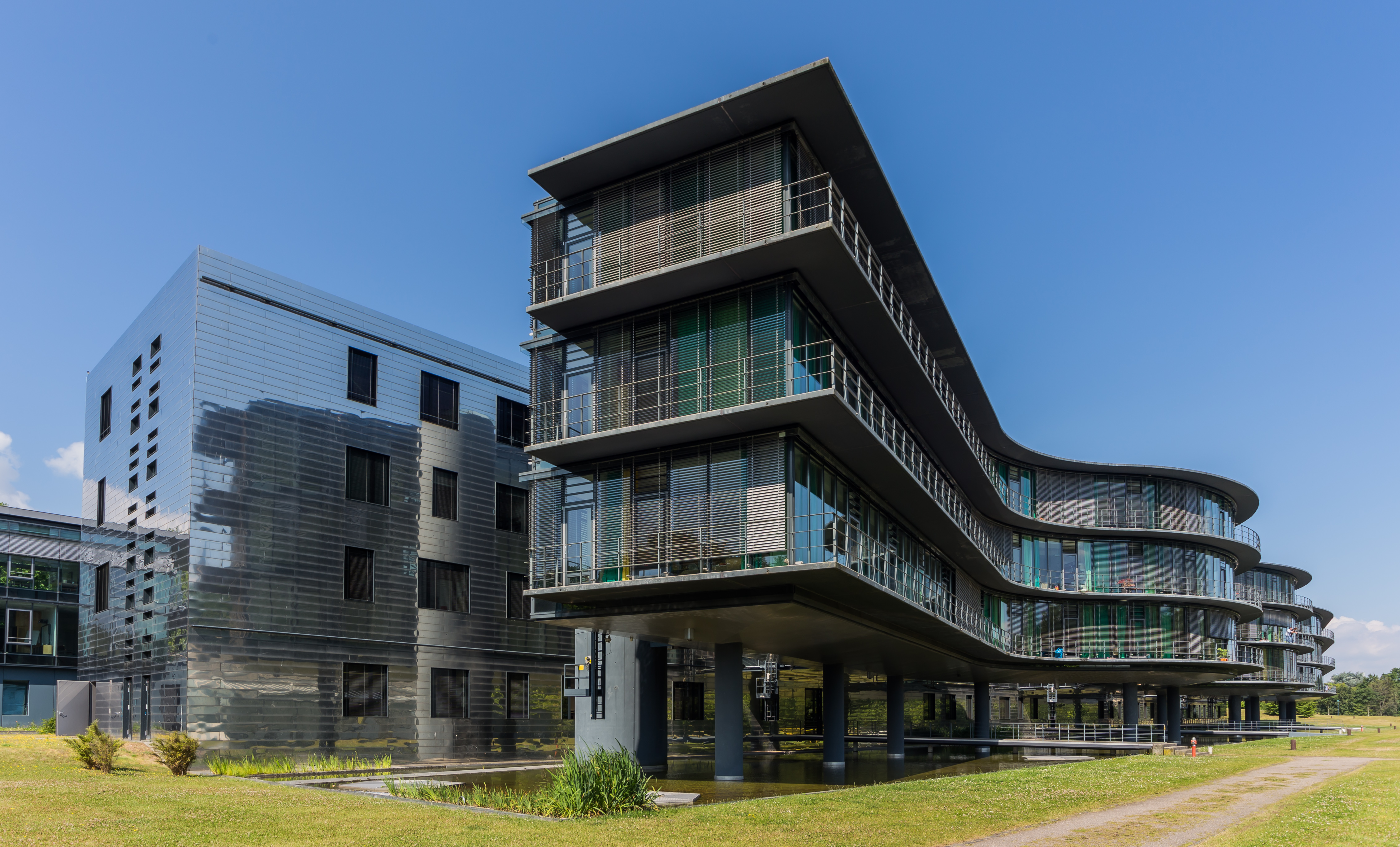
Forschungszentrum caesar

Mit dem Gesetz und der Vereinbarung über die Ausgleichsmaßnahmen für die Region Bonn wurde auch der Rahmen für die künftige Entwicklung des Regierungsviertels gesetzt, das seit 1993 offiziell Bundesviertel genannt und um flussnahe Bereiche der rechtsrheinischen Ortsteile Ramersdorf und Oberkassel erweitert wurde. Ein Eckpfeiler dieses Wandels war die Ansiedlung der durch die Privatisierung der Deutschen Bundespost zu gründenden Unternehmen Deutsche Telekom, Deutsche Post und Deutsche Postbank (sogenannte Postnachfolgeunternehmen) und ihre Konzentration in Bonn. Ein weiterer Eckpfeiler, der die Verluste durch den Regierungsumzug ausgleichen sollte, war die Ansiedlung wissenschaftlicher und international tätiger Organisationen, darunter der Vereinten Nationen. Hiervon versprach man sich die Folgen des Wegzugs zahlreicher Interessenverbände und Lobbyorganisationen einzugrenzen, deren Schwerpunkt jedoch außerhalb des Regierungsviertels lag. Der dritte Eckpfeiler war schließlich die Beibehaltung Bonns als Ministerien- und Behördenstandort, wozu auch die kompensatorische Verlagerung von Bundesbehörden aus Berlin und Frankfurt am Main nach Bonn gehörte.

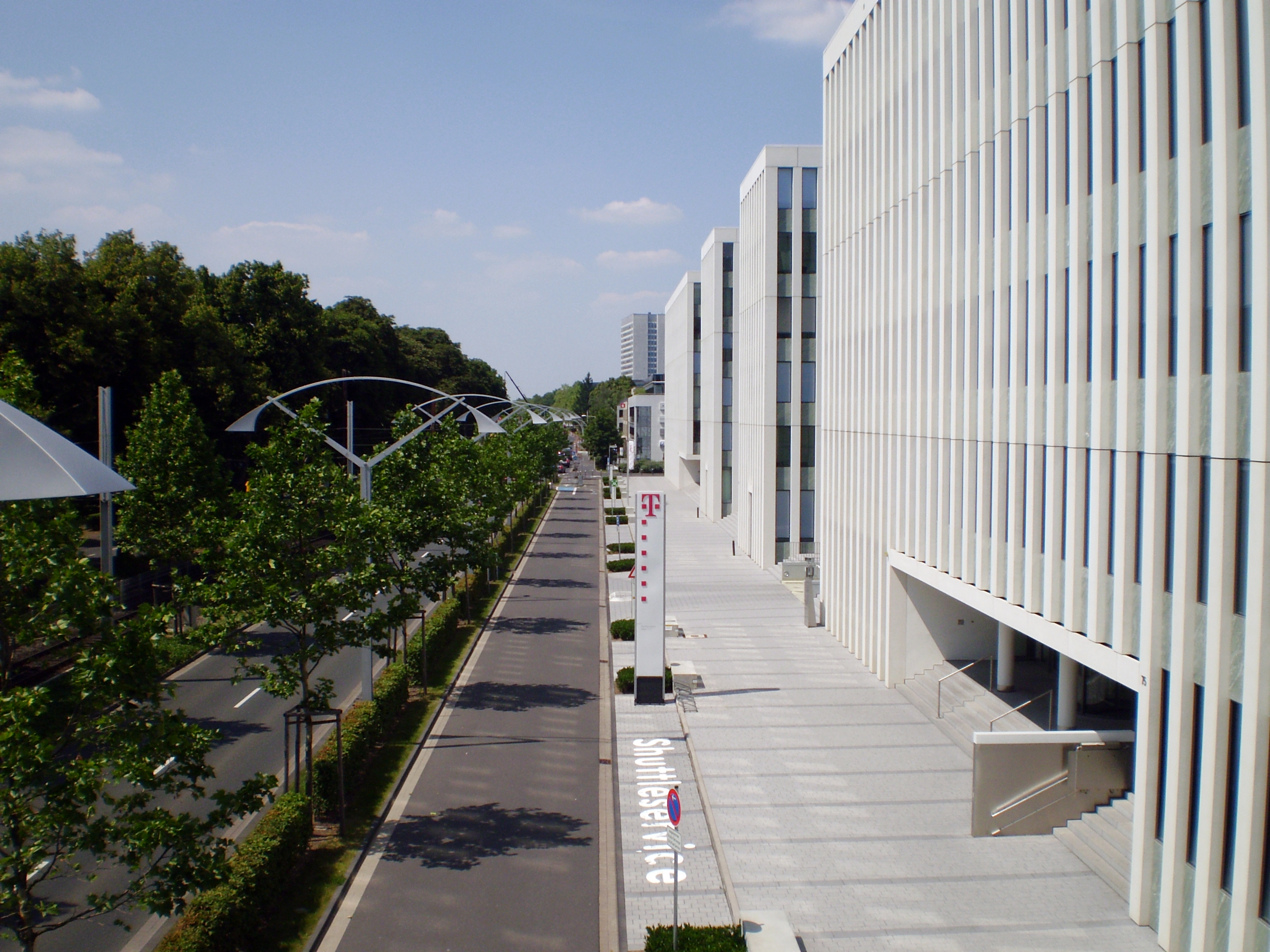
Office Port Bonn

Als Konsequenz dieser Beschlüsse veränderte sich das Bundesviertel erstmals nicht mehr nach Maßgabe der Bundeshauptstadtplanungen, sondern der neuen, sowohl auf den Bund, die Telekommunikationsunternehmen und die internationalen Organisationen ausgerichteten Planungen. 1995 und 1997 entstanden die Konzernzentrale der Deutschen Telekom und der Deutschen Postbank an der B 9, 2002 in der Gronau als Post Tower und neues, mit 160 m höchstem Gebäude Bonns die der Deutschen Post. Die in Ramersdorf gelegene T-Mobile-Zentrale wurde schrittweise bis 1995 und 2003 verwirklicht. Seither haben die einstigen Postunternehmen ihre zuvor über das Bonner Stadtgebiet verteilten Standorte im Bundesviertel weiter konzentriert.
Auch die Investitionen von Privatunternehmen stiegen an: An der Heinemannstraße in Hochkreuz entstanden ab Ende der 1990er-Jahre unter privater Regie mehrere Büroneubauten, darunter als größtes Mietobjekt bis 2002 das „Rheinauen Carré“. Das unweit an der Rheinaue gelegene Forschungszentrum caesar wurde 2003 fertiggestellt. Mitte der 1990er-Jahre erschloss die Stadt das Gelände der zuvor abgerissenen Zementfabrik in Ramersdorf, dessen Ausbau zu einem umfangreichen Geschäfts- und Bürostandort mit dem heutigen Namen Bonner Bogen 2002 begann. Insgesamt entstanden zwischen 1999 und 2003 Bürogebäude für zwei Milliarden Euro.
Für die Bundestagsbauten (Bundeshaus, Langer Eugen, Schürmann-Bau) musste als einzige der Umzugsobjekte eine gänzlich neue Nutzung gefunden werden. In den Plenarsaal, für den schon Anfang der 1990er-Jahre eine Kongressnutzung erwogen wurde, zog im Sommer 1999 ein internationales Kongresszentrum (seit 2007 WCCB) ein, das langfristig für die Ausrichtung großer UN-Konferenzen erweitert werden sollte. Bei den Vorbereitungen für eine Erweiterung des Kongresszentrums wurde neben anderen Bauwerken in Plenarsaalnähe 2006 die Villa Dahm (ehemalige Parlamentarische Gesellschaft) abgerissen. Der Lange Eugen war seit 2001 als UN-Campus für den Bonner Sitz der Vereinten Nationen vorgesehen. Die in Zahl und Größe anwachsenden UN-Organisationen, die im Plittersdorfer Haus Carstanjen ansässig waren, wurden 2006 größtenteils in das sanierte, ehemalige Abgeordnetenhaus verlagert. Von 2009 bis 2013 wurden Teile des Bundeshauses umgebaut, um sie in den UN-Campus einzubeziehen. Den beim Umzugsbeschluss noch im Bau befindlichen, für die Bundestagsabgeordneten vorgesehenen Schürmann-Bau konnte man 1997 als Sitz der Deutschen Welle festlegen, die nach Fertigstellung des Baus 2003 dort einzog.
Zu den nach dem Umzug von Parlament und des Großteils der Bundesregierung umgesetzten Neubauvorhaben des Bundes gehört das 2002 fertiggestellte Bundesinstitut für Arzneimittel und Medizinprodukte am Robert-Schuman-Platz in Hochkreuz. Seit den 1990er-Jahren wurden außerdem fast alle bundeseigenen Gebäude im Bundesviertel saniert, umgebaut oder erweitert. Zwischen 1997 und 2008 investierte der Bund dafür, größtenteils nicht durch den Umzug bedingt, eine Milliarde Euro. Politisch und finanziell unternahm der Bund Anstrengungen, das zuvor vom Bundestag genutzte Tulpenfeld zum Nord-Süd-Zentrum und Standort der Entwicklungshilfe zu machen. Dort hat unter anderem die Deutsche Gesellschaft für Internationale Zusammenarbeit ihren Sitz genommen. Die nach wie vor von Bund und Ländern betriebenen Museen Bundeskunsthalle und Haus der Geschichte werden neben weiteren Museen an der Bundesstraße 9 seit Mitte der 1990er-Jahre unter dem Namen Museumsmeile vermarktet.

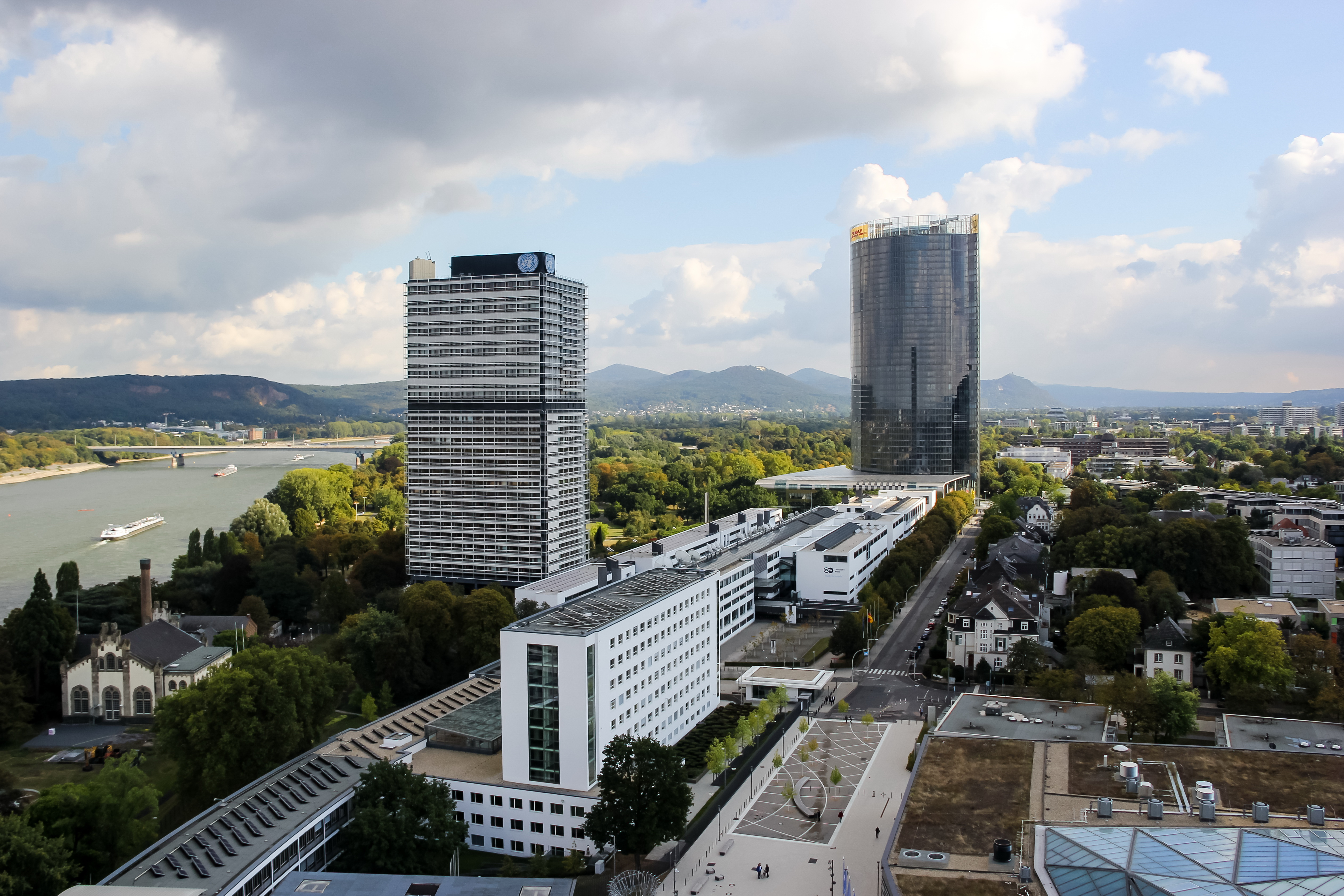
WCCB (vorne rechts), „Altes Abgeordnetenhochhaus“ und Schürmann-Bau (Mitte), Langer Eugen (links) und Posttower – Siebengebirge (Horizont); 2016

Dieser, vom Bund finanziell und politisch unterstützte Strukturwandel führte dazu, dass nach dem Regierungsumzug im Sommer 1999 die Leerstandsquoten gering blieben und nicht wie befürchtet „die Lichter ausgingen“. Die Parteizentralen und Gebäude der umgezogenen Verbände fanden entweder einen neuen Besitzer oder wurden abgerissen. Der Wegzug der Hauptstadtpresse und -studios wurde teilweise durch den neuen Sender Phoenix kompensiert. Somit konnten auch jene Organisationen und Interessenverbände, die Folgeeinrichtungen des Bundes waren, entweder gehalten oder durch internationale Nichtregierungsorganisationen ersetzt werden.
Auf dem Gelände, auf dem mit der Parteizentrale der CDU, der britischen Botschaft, der Zentrale des Deutschen Roten Kreuzes und der Bonnfinanz typische Gebäude der „Bundeshauptstadt-Ära“ standen, wurden alle Immobilien abgerissen. Von 2006 bis 2008 entstand dort der Office Port Bonn, der die Zentrale der Telekom-Festnetzsparte T-Home beherbergt. Der Neubau des Polizeipräsidiums auf dem „Dahlienfeld“ in Ramersdorf wurde 2006 bezogen. Eine der letzten Baulücken an der B 9 schlossen das 2009 fertiggestellte artquadrat als Verbindung der Büro- mit der Museumsmeile und 2019 der GIZ-Campus.
Viele der ehemals als Landesvertretung oder Botschaft genutzten Gebäude haben nach dem Regierungsumzug 1999 nicht nur den Besitzer gewechselt, sondern wurden auch baulich verändert und erweitert. Der Bonner Unternehmer Marc Asbeck erwarb einen Großteil dieser Gebäude besonders im engeren Bereich des Bundesviertels zwischen Post Tower und Plenarsaal und ließ diese herrichten bzw. umfunktionieren. Außerdem errichtete er dort die Parc-Offices I–III und die Tower-Parc-Offices I–IV, die neben der umgebauten ehemaligen Landesvertretung Niedersachsens auch einige Neubauten umfassen, die an die Deutsche Post AG vermietet werden. Bei den Sanierungs- und Neubaumaßnahmen investierte der Investor bis Mitte 2009 200 Millionen Euro. 2011/12 wurde mit Errichtung des Bürobaus brandtelf unter Einbeziehung der einstigen Dependance Baden-Württembergs die letzte Landesvertretung einer neuen Nutzung zugeführt.
Das seinerzeit größte Zukunftsprojekt war der Bau des World Conference Centers Bonn (WCCB) im und am früheren Plenarsaal des Bundestags. Es sollte unter anderem die Ausrichtung internationaler Konferenzen durch die Organisationen im benachbarten UN Campus ermöglichen. Mit dem Bau des Kongresszentrums inklusive eines Hotelgebäudes wurde 2006 begonnen. 2009 erfolgte im Zusammenhang mit dem WCCB-Bau eine vollständige Neugestaltung der Straßen im engeren Parlamentsviertel um den neuen Platz der Vereinten Nationen. Der Weiterbau des Kongresszentrums wurde im September 2009 aufgrund eines Finanzskandals gestoppt.
Die Eröffnung des WCCB erfolgte schließlich am 7. Juni 2015, das angegliederte Hotel eröffnete ein Jahr später.
Im Zuge der Veränderungen, die das gesamte Bundesviertel an der B 9 nach dem Regierungsumzug erfahren hat, wurden immer wieder Überlegungen getroffen, das Gebiet mit Wohnnutzung urban zu durchmischen. Sowohl auf freigewordenen Flächen in Hochkreuz als auch im Johanniterviertel sind Miet- und Eigentumswohnungen verwirklicht worden und in Planung. Als neuestes Pilotprojekt dient dabei das Areal des Landesbehördenhauses für das im derzeit laufenden Wettbewerbsverfahren Neues Quartier Bundesviertel ab August 2024 bis Januar 2025 verbindliche Angebote erstellt und abgegeben werden sollen. Die zukünftige Entwicklung, anhand einer städtebaulichen Machbarkeitsstudie von Cityförster Hannover, „verabschiedet durch den Stadtrat, sieht 60 % Wohnen (ca. 50 % davon geförderter Wohnungsbau), 30 % kommunale Nutzung (z. B. technisches Rathaus, Grundschule, Kita, etc.), 10 % Sonstiges (z. B. Gastronomie, Handel, NGO, Deutsches Museum, Innovations- und Bildungszentrum (Cyber-Sicherheit), etc.) vor. Die konzeptionelle Umsetzung obliegt dem Wettbewerbsteilnehmer. Im Verfahren wird entschieden, wie mit dem Bestand umgegangen wird. Ein etwaiger Rückbau der Bestandsgebäude wäre durch den Investor auszuführen.“

### Verkehr

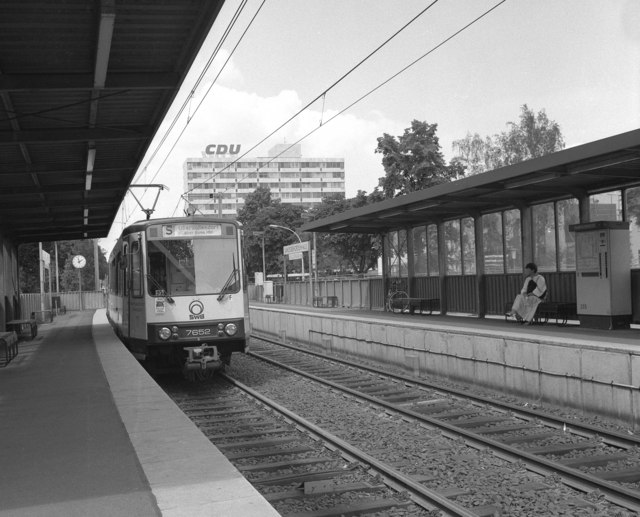
Stadtbahnhaltestelle Landesbehördenhaus vor der CDU-Parteizentrale (1986)

Nachdem das Areal in Hochkreuz und Gronau sich als Regierungsviertel etabliert hatte, musste auch die Verkehrsinfrastruktur den neuen Begebenheiten angepasst werden. Das Gebiet war, seiner vorherigen Funktion als Stadtrandlage von Bonn und Bad Godesberg entsprechend, nur unzureichend erschlossen. Die Bundesstraße 9 zwischen Bonn und Bad Godesberg, ursprünglich eine in kurfürstlicher Zeit entstandene und nach der Übernahme durch Preußen (1815) zwischen 1822 und 1833 gepflasterte und begradigte Lindenallee, erschien als unansehnliche Ausfallstraße. Die einstige Allee war beim Bau von Straßenbahngleisen und dem Straßenausbau spätestens in den 1950er-Jahren schrittweise verschwunden. Ein Abzweig von der B 9 führte am späteren Bundeskanzlerplatz über die 1935 bis 1937 gebaute Reuterbrücke nach Poppelsdorf. Ende der 1960er-Jahre begann man, das heutige Bundesviertel mit einer über die 1972 eröffnete Südbrücke verlaufenden Autobahn (A 562) an die rechtsrheinischen Gebiete anzuschließen. Danach entstand in den 1970er-Jahren auf der stillgelegten, bereits seit 1919 nicht mehr regulär genutzten Strecke des Eisenbahntrajekts Bonn–Oberkassel eine Verbindungsstraße zur B 9.

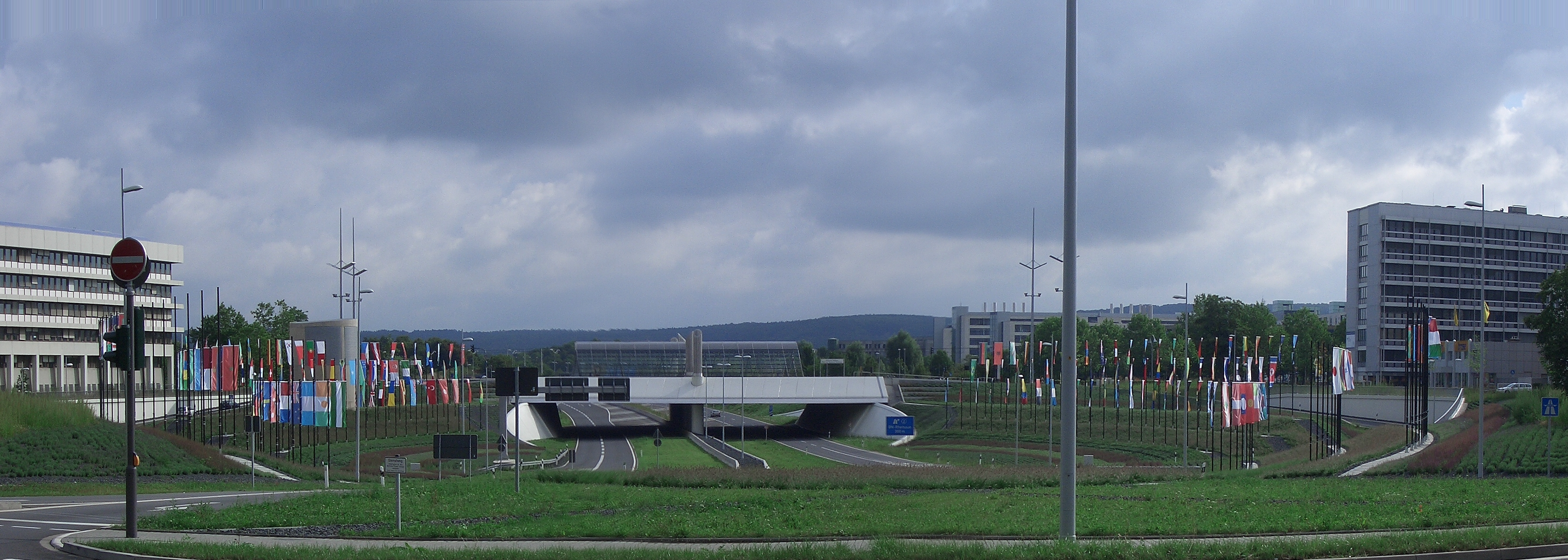
Beflaggter Knotenpunkt zwischen A 562 und B 9, seit 2024 Platz des Grundgesetzes (2005)

Die Straßenbahnstrecke Bonn–Mehlem wurde mit Unterstützung der Bundesregierung im heutigen Bereich von der Museumsmeile bis zum Hauptbahnhof unter die Erde verlegt. 1975 wurde dieser heutige „Stammstreckentunnel“ der Bonner Stadtbahn mit seinen drei unterirdischen Haltestellen Heussallee, Museum Koenig und Auswärtiges Amt innerhalb des Bundesviertels eröffnet und verläuft dort auf ganzer Strecke unterhalb der B 9. Geplant war damals noch eine vollständige Verlegung der Strecke in den Tunnel. Die Stadtbahn wurde 1980 mit der neugebauten Strecke über die Südbrücke mit der Siebengebirgsbahn verbunden; dabei entstanden bis 1979 die Haltestelle Rheinaue und bis 1981 die unterirdischen Haltestellen Robert-Schuman-Platz (bei der Eröffnung Heinemannstraße) und Ramersdorf.
Im Zentrum der Bemühungen stand der Ausbau der wichtigsten Erschließungsachse des Regierungsviertels, der Bundesstraße 9, zu einer repräsentativen „Regierungsallee“ (später „Bundesallee“). Dies sollte durch den Umbau und die Schließung von Kreuzungen, damit zusammenhängend der Verlegung und der Beschleunigung der Stadtbahn, die Sanierung von Straßen, die Anlegung von Fahrradwegen sowie die Pflanzung von Bäumen erreicht werden. Das vor allem über die Entwicklungsmaßnahme vorangetriebene Projekt ging auf einen Grundsatzbeschluss des Stadtrats von 1989 zurück und verzögerte sich mehrfach. Grund waren jahrelange Um- und Neuplanungen im Zusammenhang mit der Tieflage der Stadtbahn und den geplanten, sich im Norden und Süden an das Viertel anschließenden Straßentunneln. Diese Probleme löste man mit dem Bau des Bad Godesberger Straßentunnels sowie dem Verzicht auf eine neue Süd-Nord-Entlastungsstraße und die komplette Tieflage der Stadtbahn. Die Planungen für die „Bundesallee“ sind abgeschlossen, fertiggestellt wurde sie im März 2015.

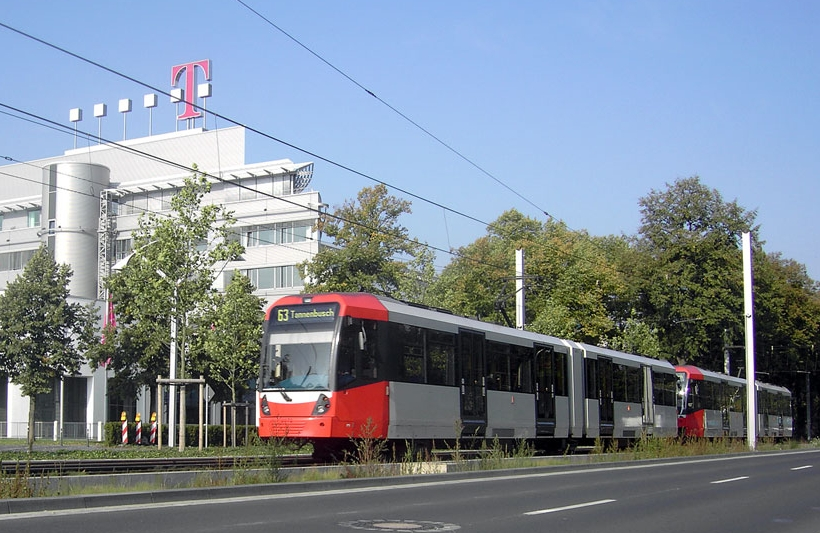
B 9 mit Stadtbahn

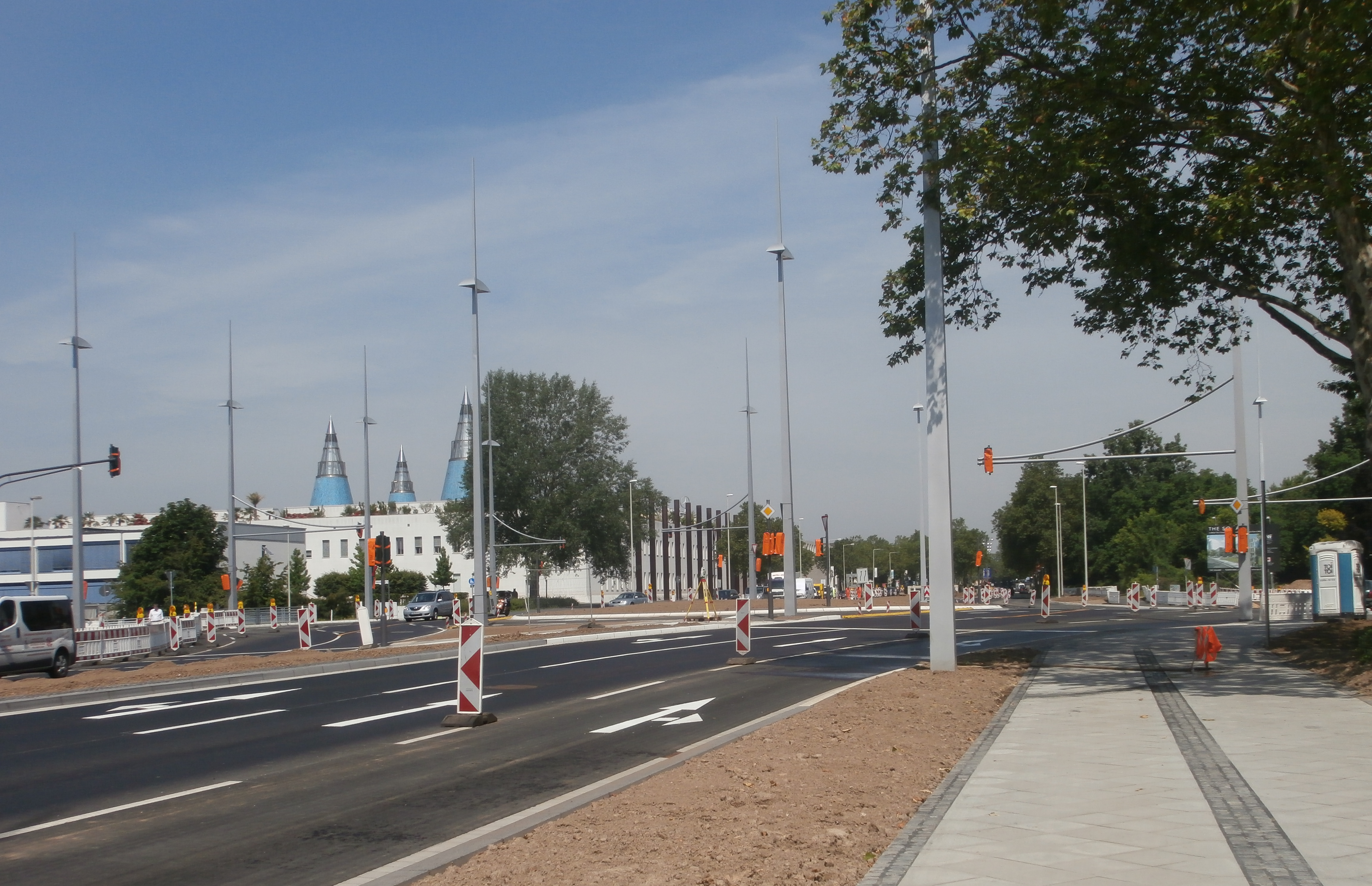
Bauarbeiten für den Trajektknoten (2013)

Von 1991 bis 1994 wurde die Eingangsebene der unterirdischen Haltestelle Heussallee, größtenteils aus Mitteln der Entwicklungsmaßnahme, verbreitert als Ausstellungsentree in das Haus der Geschichte integriert und so eine städtebaulich aufgewertete Querverbindung zwischen Museumsmeile und Parlamentsviertel geschaffen.:138 Der 1998 begonnene Bau der Kreuzung A562/B9 (bis 2008 Platz der Vereinten Nationen genannt) als „Tor“ zum Bundesviertel wurde 2003 fertiggestellt. Zugleich konnte auch der zwanzig Jahre dauernde, schrittweise Bau einer bahnparallelen Straße mit Anschluss an die Südbrücken-Rampe vollendet werden.
Die Erschließung des Bundesviertels über den ÖPNV, insbesondere die Stadtbahn wurde durch die Verlegung und den Neubau aller oberirdischer Haltestellen, den Umbau von Straßenkreuzungen sowie die Verlängerung des Stadtbahntunnels verbessert. Begonnen wurde 1994 mit der Haltestelle Hochkreuz, 2003 folgte die heutige Station Olof-Palme-Allee, 2009 die Haltestelle Max-Löbner-Straße/Friesdorf und 2011 als letzte die Station Ollenhauerstraße. Im Juni 2013 wurde der sogenannte „Trajektknoten“, ein Kreisverkehr an der Kreuzung der B 9 mit Franz-Josef-Strauß-Straße und Marie-Kahle-Allee, fertiggestellt. Er erhielt im Jahr 2016 den Namen Helmut-Schmidt-Platz.
Der wachsende Arbeitsplatzschwerpunkt im Bundesviertel sorgt für eine angespannte Parksituation. Die Stellflächen konzentrieren sich auf private Tiefgaragen der Unternehmen und Behörden. 2004 wurde hinter der Bundeskunsthalle ein öffentliches Parkhaus erstellt. Zur Entlastung des Drucks führte die Stadt im Juli 2010 Parkgebühren im engeren Bundesviertel ein.
Um die Verkehrsinfrastruktur weiter zu verbessern, wurde im November 2017 nach eineinhalbjähriger Bauzeit der neue Haltepunkt Bonn UN Campus der Deutschen Bahn an der Linken Rheinstrecke eröffnet. Der Haltepunkt zwischen Genscherallee und Rheinweg, der nach einer Prognose von etwa 4000 Fahrgästen täglich genutzt wird, soll ein Umsteigen auf die Stadtbahn am Hauptbahnhof unnötig machen.

## Bedeutung

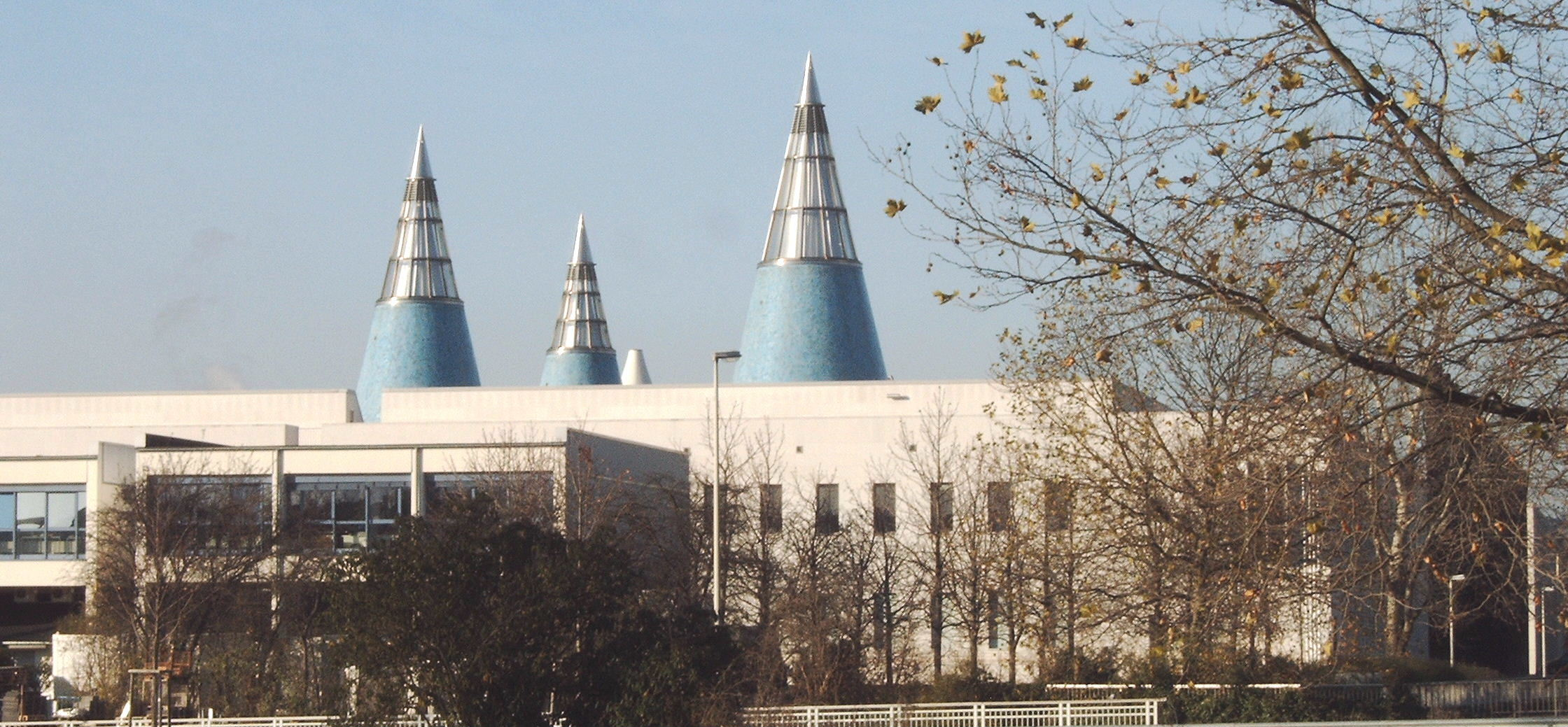
Bundeskunsthalle

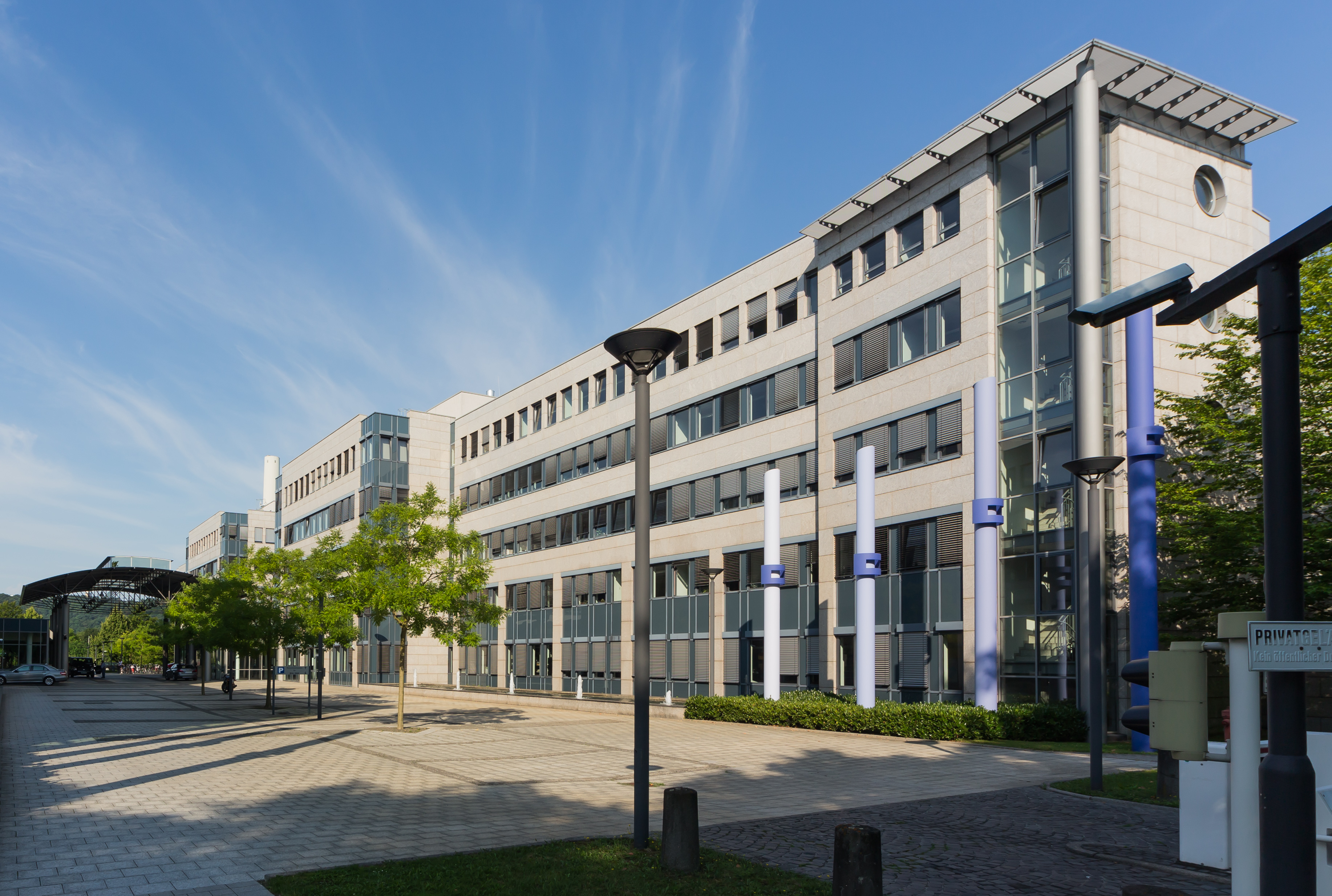
„Bonn-Karree“

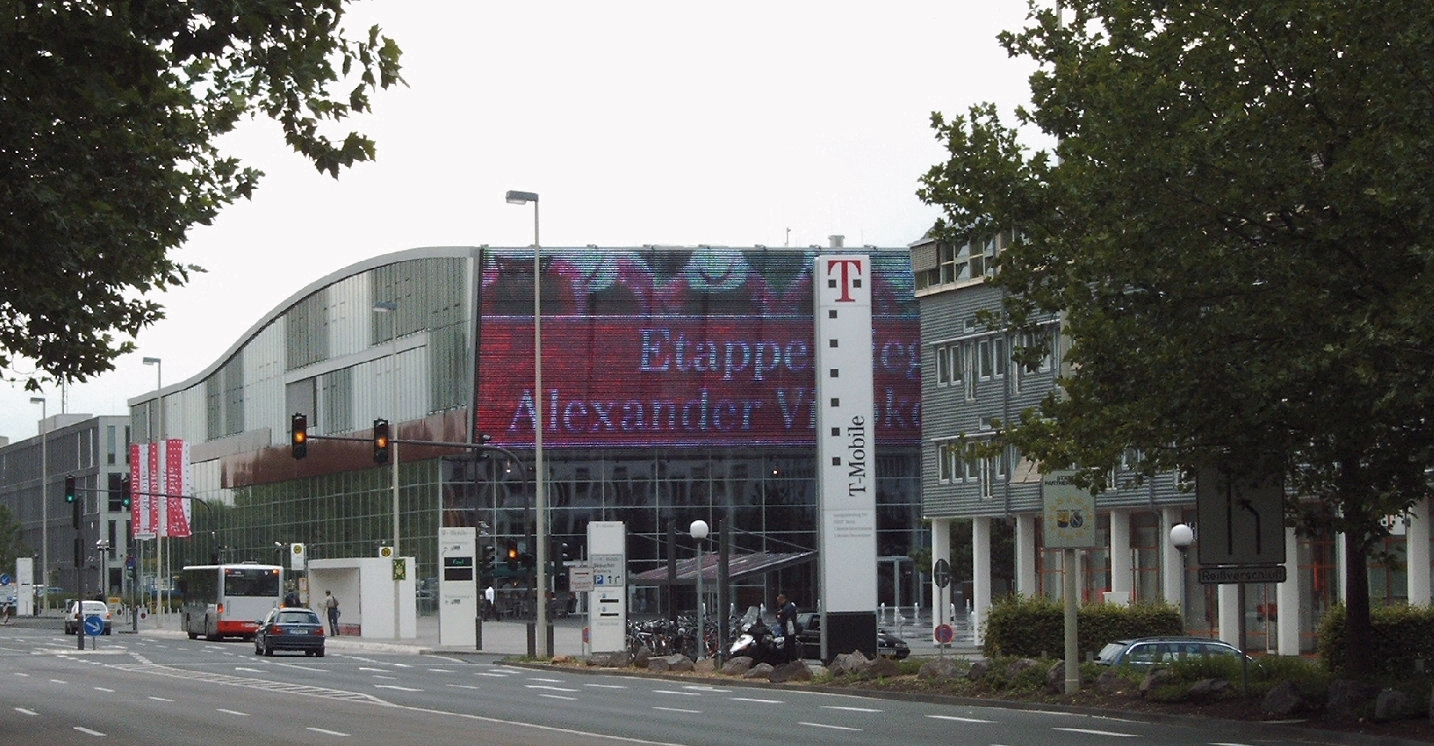
Telekom Campus in Ramersdorf

Das Bundesviertel ist ein Arbeitsplatzschwerpunkt in Bonn und beherbergt unter anderem die Konzernzentralen der so genannten Postnachfolger und ihrer Tochterunternehmen, mehrere Institutionen der Vereinten Nationen und das World Conference Center Bonn. Tank & Rast, die Volksbank Bonn Rhein-Sieg sowie die Deutsche Welle sind im Bundesviertel ansässig. An die Stelle von Bundesverbänden und Botschaften sind zahlreiche neue Nichtregierungsorganisationen aller Art getreten, ohne jedoch die auf Bundesebene tätigen Organisationen ganz zu verdrängen. Zu den in jüngerer Zeit hinzugekommenen Organisationen gehören die Deutsche Stiftung Denkmalschutz und die Nationale Anti-Doping Agentur Deutschland. Einen Schwerpunkt bilden auch gemeinnützige Vereine und Stiftungen wie Aktion Mensch und die Friedrich-Ebert-Stiftung.
Der Bund ist auch nach dem Umzug von Parlament und Teilen der Regierung nach Berlin der größte Arbeitgeber im Bundesviertel, denn bis auf den ehemaligen Bereich des Bundestages wurden alle von der Verlegung betroffenen Immobilien wieder durch den Bund besetzt, unter anderem durch zugezogene Bundesbehörden und -ministerien. Bundespräsident, Bundeskanzler und Bundesrat haben ihren zweiten Dienstsitz an unveränderter Stelle in der Gronau, der Bundesrechnungshof hat im Norden der Gronau seinen Hauptsitz. Das aus dem Bundesnachrichtendienst hervorgegangene Bundesamt für Sicherheit in der Informationstechnik ist am Rande von Hochkreuz ansässig. Die Bedeutung des Bundesviertels als Arbeitsplatzschwerpunkt innerhalb Bonns wird voraussichtlich weiter zunehmen, da die in Bonn ansässigen UN-Organisationen in den „Langen Eugen“ und das Bundeshaus umgezogen sind und weitere gewerbliche Bürobauten geplant sind.
Insgesamt rechnet man nach Umsetzung dieser Projekte mit etwa 45.000 Arbeitsplätzen im linksrheinischen Bereich des Bundesviertels, im Bereich des rechtsrheinischen Bonner Bogen mit 4.500.[veraltet] Das Gebiet der Entwicklungsmaßnahme zählte zwischen 1978 und 1987 noch rund 21.000 Arbeitsplätze. Wegen seiner Funktion als wachsender Arbeitsplatzschwerpunkt wird das Bundesviertel als „Motor der Region“ bezeichnet. Das nähere Einzugsgebiet umfasst mit dem Rhein-Sieg-Kreis, dem Landkreis Ahrweiler und dem nördlichen Landkreis Neuwied etwa eine Million Einwohner.
Als Wohnstandort war das Regierungsviertel nach der frühen Errichtung der Bundessiedlungen Johanniterviertel in Gronau und Berliner-Ring-Viertel in Hochkreuz lange Zeit auf ausdrücklichen politischen Wunsch von den Regierungsinstitutionen verdrängt worden. Zahlreiche Wohnhäuser wurden abgerissen, einige Villen zu Büros umgebaut. Die ansässige Bevölkerung im linksrheinischen Bundesviertel hat sich von 1970 mit 4.400 Einwohnern bis zum Juni 2003 mit 3.400 Einwohnern verringert. Nach dem Hauptstadtbeschluss veränderten sich die planerischen Schwerpunktsetzungen. Aufgrund des seit Mitte der 2000er-Jahre erneut vorangetriebenen Wohnungsbaus ist die Einwohnerzahl seitdem wieder auf rund 3.800 angestiegen.

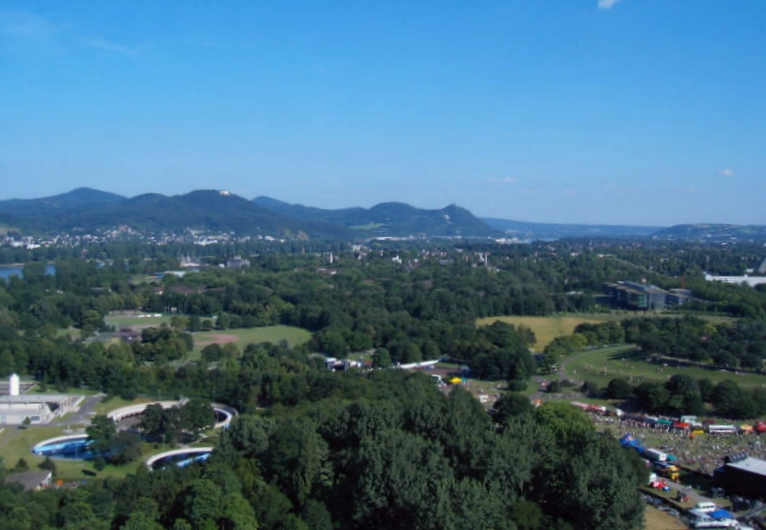
Luftbild des Freizeitparks Rheinaue

Die öffentlichen Einrichtungen des Bundesviertels konzentrieren sich auf die einstigen Hauptstadteinrichtungen. Die in der Museumsmeile zusammengefassten Museen wie die Kunst- und Ausstellungshalle der Bundesrepublik Deutschland, das Haus der Geschichte und das Museum Koenig sind von bundesweiter Ausstrahlung, in geringerem Maße das Pantheon-Theater. Mit der Kinderklinik der Uni Bonn im Norden der Gronau, dem Johanniter-Krankenhaus und einer Augenklinik in Hochkreuz sind drei größere gesundheitliche Einrichtungen vorhanden. An der Ollenhauerstraße liegt mit dem Friedrich-Ebert-Gymnasium Bonn die einzige reguläre Schule des Gebiets. Das Vereinsleben ist im Bundesviertel deutlich unterrepräsentiert. Ein renommierter Ruderverein siedelte sich bereits 1930 mit seinem Bootshaus am Rheinufer an, das an das Grundstück des Bundeshauses grenzt. Aufgrund der geringen Einwohnerzahl des Viertels gibt es in Hochkreuz und Gronau nur jeweils eine Kirche, in der Tempelstraße jedoch seit 1959 die einzige Synagoge Bonns.
Neben der Nutzung als Standort politischer Institutionen und Unternehmen erlangt das Bundesviertel auch durch den von den Gebäuden des ehemaligen Regierungsviertels umschlossenen Freizeitpark Rheinaue Bedeutung für Bonn. Dieser ist fast so groß wie die Bonner Innenstadt und nimmt einen großen Teil des Bundesviertels ein. Das Rheinufer im Bundesviertel mit seinen Rad- und Fußwegen ist auch abseits der Rheinaue ein wichtiger Erholungsraum der Stadt Bonn. Die Rheinschifffahrt hat auf Höhe des Bundeshauses eine Anlegestelle und soll in Zukunft durch einen Pendelverkehr zum Bonner Bogen ergänzt werden. Im Gegensatz zur Hotellerie war das Gastgewerbe und das kulturelle Leben lange Zeit deutlich unterrepräsentiert und beschränkte sich auf nichtöffentliche Veranstaltungen von Parlament und Regierung. Nach dem Regierungsumzug sind Ansätze für eine Neuausrichtung und einen Ausbau des Gastgewerbes erkennbar. An der Museumsmeile finden seit 1997 Freiluftkonzerte deutscher und internationaler Künstler statt.
Besonders seit dem Regierungsumzug von 1999 ist das Bundesviertel als der Ort, an dem die deutsche Nachkriegsdemokratie aufgebaut wurde, von historischer Bedeutung. Am 21. Mai 2004 wurde der „Weg der Demokratie“ eröffnet, der mit Hinweisschildern auf die historischen Orte im Bundesviertel aufmerksam macht. Der hauptsächlich durch das ehemalige Parlaments- und Regierungsviertel in Gronau führende Pfad hat die Erschließung des Gebietes für geschichtlich interessierte Touristen wesentlich verbessert. Auf die geschichtliche Bedeutung des Bundesviertels weisen auch fast alle Straßen hin, die meist nach deutschen oder ausländischen Politikern benannt sind und ihren Namen seit Beginn des Bonner Regierungssitzes mitunter mehrfach geändert haben. Die Benennung von Straßen und Plätzen war besonders in diesem Bonner Bereich wiederholt Gegenstand kommunalpolitischer Auseinandersetzungen. Nach der Denkmalpflegerin Angelika Schyma ist das ehemalige Regierungsviertel in seinem in Teilen nicht mehr erhaltenen Zustand des Umzugsjahrs 1999 das einzige ungeplante Provisorium dieser Art auf der Welt.

## Kunst im öffentlichen Raum
Das Bundesviertel ist ausgestattet mit einer Fülle von Kunstwerken im öffentlichen Raum. Begünstigt wurde diese Fülle durch die Bautätigkeiten des Bundes im Rahmen der Kunst-am-Bau-Verpflichtung. Nach Abschluss der größten Bauprojekte des Bundes und dem Regierungsumzug sind neue Arbeiten, gefördert von privaten Mäzenen, zu sehen. Eine größere Zahl von Skulpturen befinden sich jeweils im Bereich des Bundeshauses und der Museumsmeile. Henry Moores „Large Two Forms“ steht vor dem ehemaligen Bundeskanzleramt, dem heutigen Bundesministerium für wirtschaftliche Zusammenarbeit und Entwicklung. Im Bereich des Post Towers sind Werke von Markus Lüpertz – der „Mercurius“ – und Tina Schwichtenberg – „Frauen De Formation“ – zu sehen. Im Freizeitpark Rheinaue findet sich eine weitere Reihe von Kunstwerken oder künstlerisch gestalteter Gartenflächen, darunter als sogenannter Löffelwald zehn bewegliche Stahlstelen. Unter den Verkehrsbauwerken ist besonders die Stadtbahnhaltestelle Olof-Palme-Allee mit ihren Lichtskulpturen von künstlerischem Wert.
Neben den vorwiegend als Kunst dienenden Objekten hat die prominente Lage in der Zeit als Regierungsviertel auch einige Denkmäler wie die Konrad-Adenauer-Plastik am Bundeskanzlerplatz hervorgebracht. Der Bismarckturm in der Rheinaue entstand schon zur Jahrhundertwende 1900. An der Bundesstraße 9 steht die Nachbildung des Hochkreuzes, eines auf das 14. Jahrhundert zurückgehenden Wegekreuzes, das dem Ortsteil Hochkreuz seinen Namen gibt. Zentrale Gedenkstätten für die Toten der beiden Weltkriege oder die Vertriebenen waren bis in die 1980er-Jahre Gegenstand öffentlicher Planungen und Debatten, wurden nach dem Hauptstadtbeschluss des Bundestages aber in Berlin verwirklicht. Seit 2002 verläuft darüber hinaus der Bonner Planetenlehrpfad im Bundesviertel entlang des Rheinufers und endet mit der Sonne unterhalb von UN Campus und Bundeshaus.

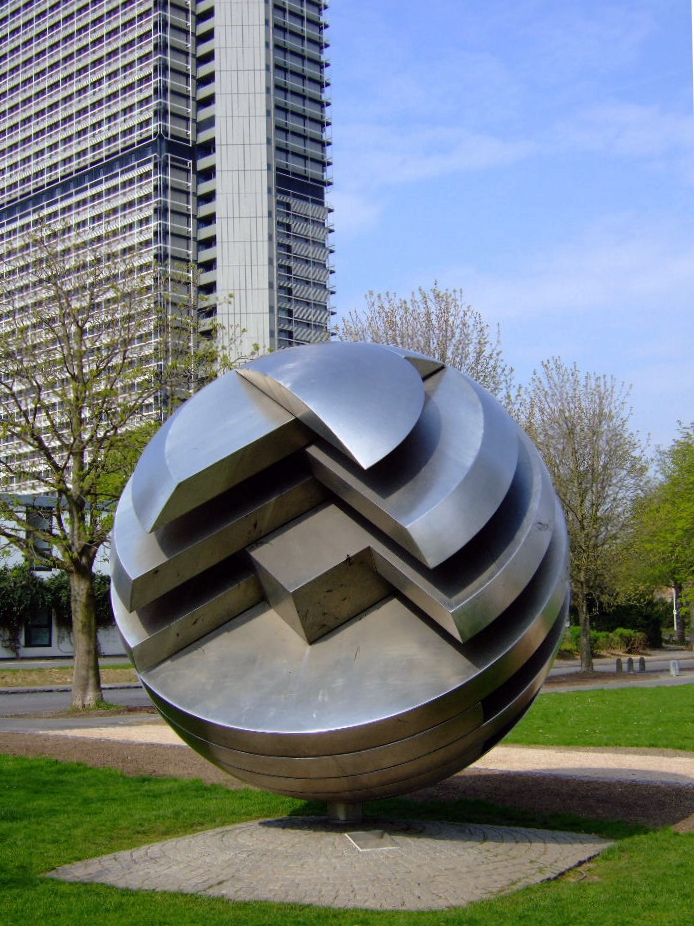
Hans Dieter Bohnet: Integration (1976) – Metallplastik am Rheinufer (vor dem Langen Eugen)
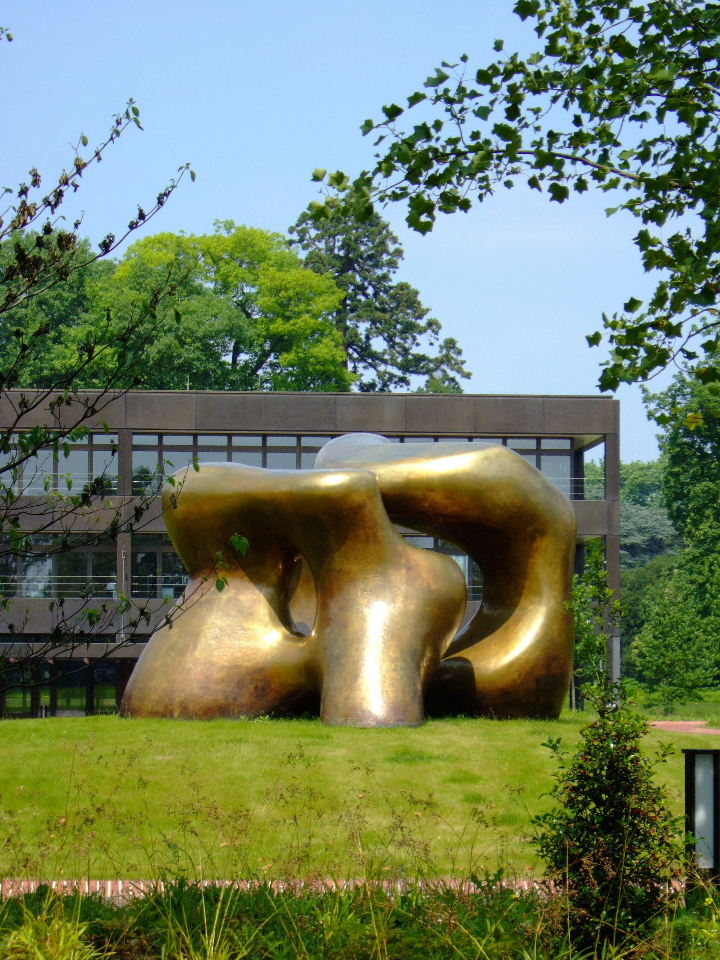
Henry Moore: Large Two Forms (1979) – ehemaliges Bundeskanzleramt
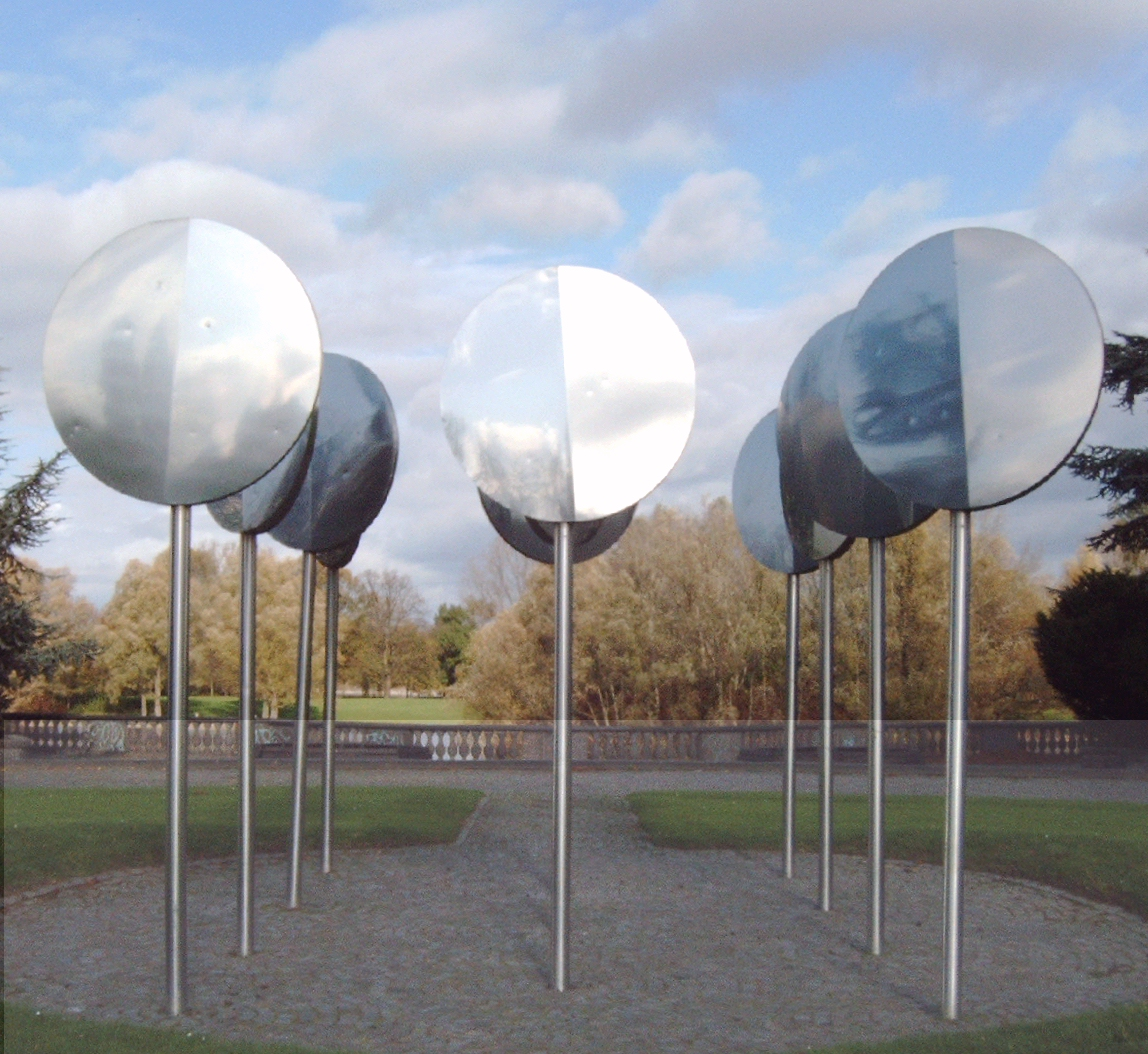
Hermann Goepfert/Johannes Peter Hölzinger: Löffelwald (1979) – Freizeitpark Rheinaue
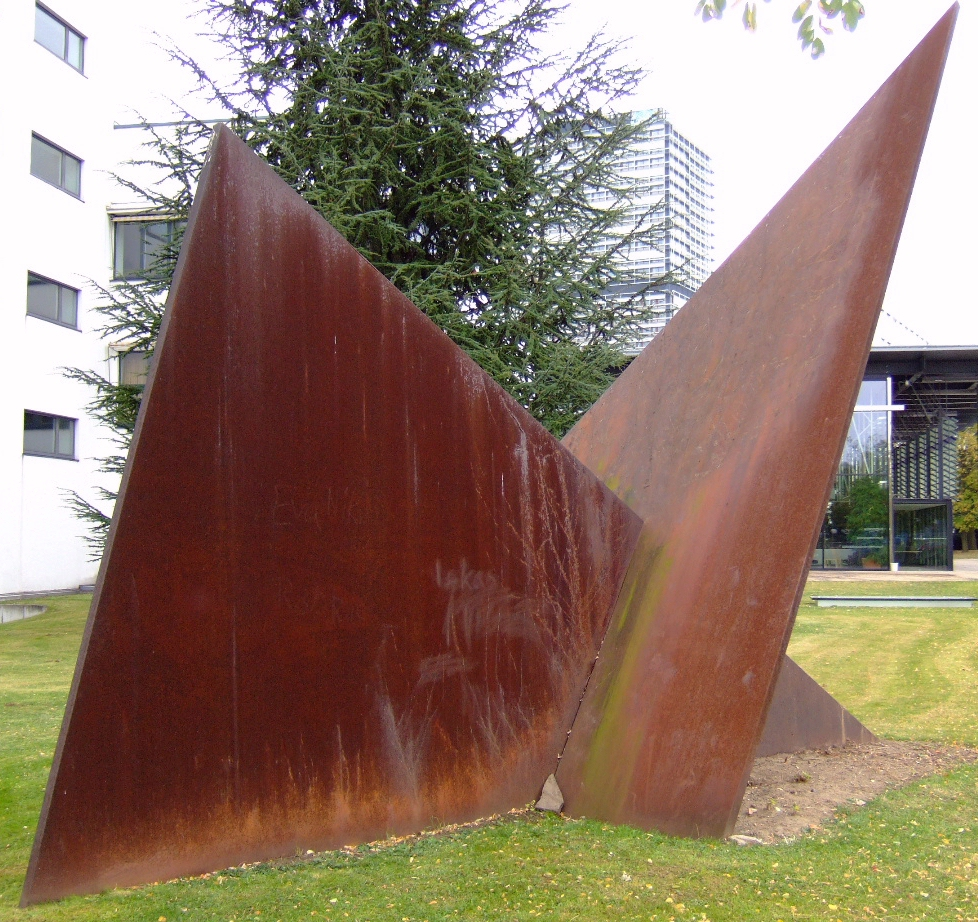
Hermann Glöckner: Durchbruch (1980/1992) – Metallplastik vor dem Bundeshaus (Bonn)
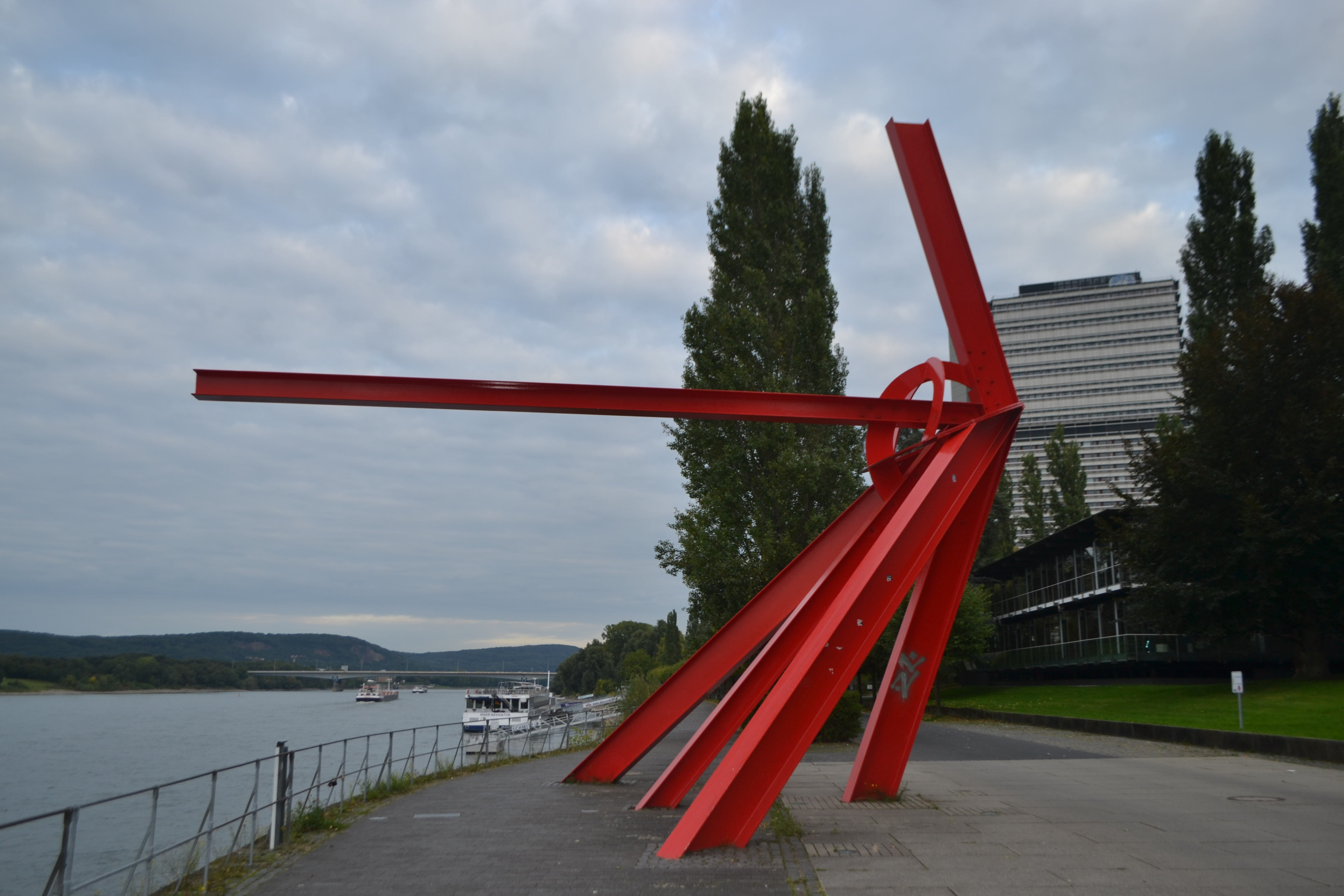
Mark di Suvero: L'Allumé (1990) – Skulptur vor dem Bundeshaus
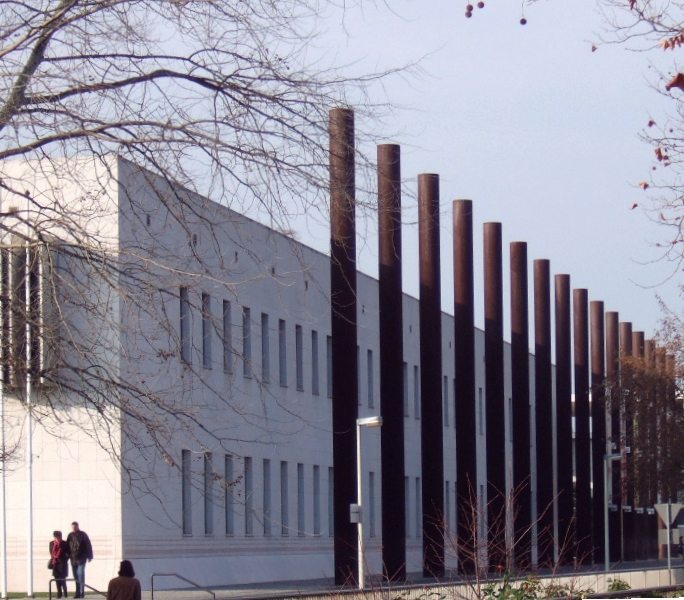
Gustav Peichl: 16 Stahlsäulen (1992) – Bundeskunsthalle
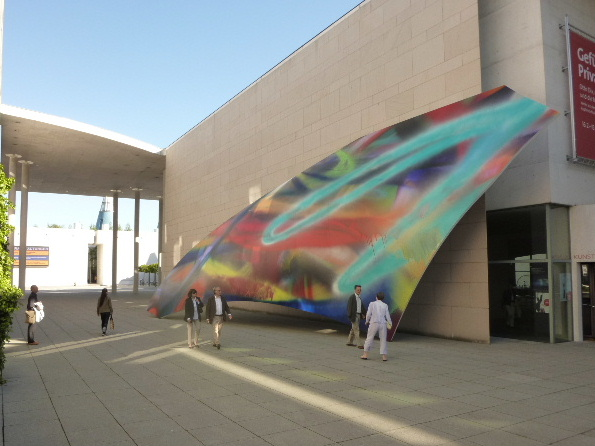
Katharina Grosse: In Seven Days Time (2011) – Kunstmuseum